# Liste der Kulturdenkmale in Lutherstadt Wittenberg
Die Liste der Kulturdenkmale in Lutherstadt Wittenberg enthält alle Kulturdenkmale der Lutherstadt Wittenberg im Landkreis Wittenberg und ihrer Ortsteile, alphabetisch geordnet. Grundlage ist das Denkmalverzeichnis des Landes Sachsen-Anhalt, das auf Basis des Denkmalschutzgesetzes vom 21. Oktober 1991 erstellt und seither laufend ergänzt wurde (Stand: 31. Dezember 2024).

## Kulturdenkmale nach Ortsteilen

### Lutherstadt Wittenberg
| Lage | Bezeichnung                                           | Beschreibung | Erfassungs- nummer | Ausweisungsart                | Bild                                          |
| --- | ----------------------------------------------------- | --- | ------------------ | ----------------------------- | --------------------------------------------- |
| Am Alten Bahnhof 31 (Karte) | Alter Bahnhof Wittenberg                              | klassizistischer Fachwerkbau, ehemaliges Empfangsgebäude der Berlin-Anhalter Eisenbahn, erbaut 1841 | 094 35570          | Baudenkmal                    | Weitere Bilder                                |
| Am Alten Bahnhof 32 (Karte) | Gasthaus „Schweizer Garten“                           | Gasthaus 1898 errichteter Saalbau mit Anbau aus 1919 | 094 35704          | Baudenkmal                    | Gasthaus „Schweizer Garten“                   |
| Am Alten Bahnhof 33 (Karte) | Wittenberger Brauhaus                                 | Industriearchitektur der Gründerzeit, 1902 | 094 35705          | Baudenkmal                    | Wittenberger Brauhaus                         |
| Am Alten Bahnhof 34 (Karte) | Villa Am alten Bahnhof 34                             | Villa Gründerzeitvilla, um 1885 | 094 35706          | Baudenkmal                    | Villa Am alten Bahnhof 34                     |
| Am Alten Bahnhof 34 | Einfriedung                                           | Einfriedung | 094 35706 001      | Teilobjekt eines Baudenkmals  |                                               |
| Am Schwanenteich 1 (Karte) | Haus am Schwanenteich                                 | 1930 errichtetes Wohnhaus als Arztwohnung mit Praxis | 094 35497          | Baudenkmal                    | Haus am Schwanenteich                         |
| Am Stadtgraben, Bürgermeisterstraße 1–21, Collegienstraße 1–91, Coswiger Straße 1–32, Elbstraße 1, 2, Feuergasse, Fleischerstraße 1–25, Jüdenstraße 1–39, Juristenstraße 1–22, Kirchplatz 1–17a, Klosterstraße 1, 2, Kupferstraße 7–11, Markt 1–26, Marstallstraße 1–20, Mauerstraße 3–14, Mittelstraße 1–62, Neustraße 1–18, Pfaffengasse 1–6, 19–30, Scharrenstraße 4, 5, Schlossplatz 1–5, Schlossstraße 1–33, Töpferstraße 2–3a, Wallstraße 1–3, Wilhelm-Weber-Straße 1, 1a, 4, 5 (Karte) | Altstadt                                              | städtebaulich historisch geschlossene Stadtanlage | 094 35335          | Denkmalbereich                | Altstadt                                      |
| Bachstraße 5 (Karte) | Wohnhaus                                              | 1935 nach Entwürfen von Friedrich Gutewort erbaut | 094 35667          | Baudenkmal                    | BW                                            |
| Bachstraße 10–12 (Karte) | Altenheim                                             | in mehreren Bauabschnitten errichteter Klinkerbau, 1894–1920 | 094 35651          | Baudenkmal                    | BW                                            |
| Bahnstraße 1, Friedrichstraße 124–126 (Karte) | Fabrik                                                | Backsteinbau im Jugendstil, ehemalige Marmeladenfabrik | 094 35723          | Baudenkmal                    | Fabrik                                        |
| Bahnstraße 10 (Karte) | Fabrik                                                | Backsteinbau aus den Anfängen der Industrialisierung Wittenbergs, 1878 errichtet | 094 35722          | Baudenkmal                    | Fabrik                                        |
| Barbarastraße 4 (Karte) | Kernwerk                                              | letztes erhaltenes Zeugnis für die ehemals vorhandenen stadtumgebenden Festungsanlagen | 094 35491          | Baudenkmal                    | BW                                            |
| Berliner Straße 1–19, Dessauer Straße 291, Puschkinstraße 64 (Karte) | Straßenzeile                                          | | 094 35512          | Denkmalbereich                | BW                                            |
| Berliner Straße 1 (Karte) | Villa                                                 | Jugendstilvilla aus dem Jahr 1907 | 094 35504          | Baudenkmal                    | BW                                            |
| Berliner Straße 3 (Karte) | Logenhaus Zum Treuen Verein                           | Logenhaus Backsteinbau, als Sitz der Freimaurerloge 1889/90 errichtet | 094 35505          | Baudenkmal                    | BW                                            |
| Berliner Straße 3 | Einfriedung                                           | Einfriedung | 094 35505 001      | Teilobjekt eines Baudenkmals  |                                               |
| Berliner Straße 3 | Garten                                                | Garten | 094 35505 002      | Teilobjekt eines Baudenkmals  |                                               |
| Berliner Straße 6 (Karte) | Villa                                                 | Villa Gründerzeitvilla, 1885 | 094 35507          | Baudenkmal                    | BW                                            |
| Berliner Straße 6 | Einfriedung                                           | Einfriedung | 094 35507 001      | Teilobjekt eines Baudenkmals  |                                               |
| Berliner Straße 6 | Garten                                                | Garten | 094 35507 002      | Teilobjekt eines Baudenkmals  |                                               |
| Berliner Straße 7 (Karte) | Villa                                                 | Villa Turmvilla mit hölzerner Veranda, 1893 | 094 35668          | Baudenkmal                    | BW                                            |
| Berliner Straße 8 (Karte) | Villa                                                 | Villa Backsteinbau im Landhausstil, 1887 | 094 35510          | Baudenkmal                    | BW                                            |
| Berliner Straße 8 | Einfriedung                                           | Einfriedung | 094 35510 001      | Teilobjekt eines Baudenkmals  |                                               |
| Berliner Straße 8 | Garten                                                | Garten | 094 35510 002      | Teilobjekt eines Baudenkmals  |                                               |
| Berliner Straße 8a, Bugenhagenstraße 3–5, Melanchthonstraße 3b, 3c (Karte) | Häusergruppe                                          | Gruppe villenartiger Gebäude, 1935/36 | 094 35681          | Denkmalbereich                | BW                                            |
| Berliner Straße 10 (Karte) | Wohnhaus                                              | Wohnhaus Gebäude mit historisierenden Zierfomen, 1902 | 094 35508          | Baudenkmal                    | Wohnhaus                                      |
| Berliner Straße 10 | Remise                                                | Remise | 094 35508 001      | Teilobjekt eines Baudenkmals  |                                               |
| Berliner Straße 10 | Einfriedung                                           | Einfriedung | 094 35508 002      | Teilobjekt eines Baudenkmals  |                                               |
| Berliner Straße 12 (Karte) | Villa                                                 | Villa spätklassizistischer Bau, älteste Villa am Promenadenring, 1875 | 094 35509          | Baudenkmal                    | Villa                                         |
| Berliner Straße 12 | Garten                                                | Garten | 094 35509 001      | Teilobjekt eines Baudenkmals  |                                               |
| Berliner Straße 12 | Skulptur                                              | Skulptur | 094 35509 001 001  | Teilobjekt eines Baudenkmals  |                                               |
| Berliner Straße 12 | Grotte                                                | Grotte | 094 35509 001 002  | Teilobjekt eines Baudenkmals  |                                               |
| Berliner Straße 12 | Remise                                                | Remise | 094 35509 002      | Teilobjekt eines Baudenkmals  |                                               |
| Berliner Straße 12 | Einfriedung                                           | Einfriedung | 094 35509 004      | Teilobjekt eines Baudenkmals  |                                               |
| Berliner Straße 15 (Karte) | Wohnhaus                                              | Wohnhaus spätklassizistischer Bau, 1880 | 094 35700          | Baudenkmal                    | Wohnhaus                                      |
| Berliner Straße 19 (Karte) | Wohn- und Geschäftshaus                               | Wohn- und Geschäftshaus Eckgebäude aus der Gründerzeit, florale Stuckdecke im Innenraum des ehemaligen Cafés, 1905 | 094 35669          | Baudenkmal                    | Wohn- und Geschäftshaus                       |
| Berliner Straße 19 | Einfriedung                                           | Einfriedung | 094 35669 001      | Teilobjekt eines Baudenkmals  |                                               |
| Berliner Straße 19, 20, Johann-Friedrich-Böttger-Straße 25, 26, 27, 28, 29, 30 (Karte) | Häusergruppe                                          | Häusergruppe | 094 35670          | Denkmalbereich                | Häusergruppe                                  |
| Berliner Straße 57b (Karte) | Gaststätte Zum Großen Kurfürsten                      | ehemaliges Soldatenlokal, als Eckgebäude mit Backstein um 1890 errichtet | 094 35687          | Baudenkmal                    | BW                                            |
| Berliner Straße, Ecke Johann-Friedrich-Böttger Straße (Karte) | Transformatorenstation                                | letzte erhaltene Transformatorenstation, 1925 errichtet | 094 36234          | Baudenkmal                    | Transformatorenstation                        |
| Berliner Straße, gegenüber Amtsgericht (Karte) | Denkmal                                               | Sandsteinstele mit Bildnis und Bronzetafel für General Bogislaw Graf Tauentzien, 1925 | 094 36013          | Kleindenkmal                  | Denkmal                                       |
| Berliner Straße, im Park, gegenüber Einmündung Puschkinstraße (Karte) | Denkmal (Batteriestein)                               | Denkmal für die 1814 an dieser Stelle errichtete Batteriestellung während der Erstürmung Wittenbergs | 094 36014          | Kleindenkmal                  | Denkmal (Batteriestein)                       |
| Berliner Straße, im Park, gegenüber Nummer 3 (Karte) | Denkmal (Entfestigungsstein)                          | Sockel mit Sandsteinkugel, 1900 auf Findlingen errichtetes Denkmal zur Erinnerung an die von Kaiser Wilhelm I. am 30. Mai 1873 befohlene Entfestigung der Stadt | 094 36015          | Kleindenkmal                  | Denkmal (Entfestigungsstein)                  |
| Berliner Straße, im Park, gegenüber Nummer 6 (Karte) | Denkmal                                               | Granitstele mit Sitzbänken, 1893 | 094 36016          | Kleindenkmal                  | Denkmal                                       |
| Berliner Straße, Fleischerstraße, Hallesche Straße, Lutherstraße, Maurerstraße, Pfaffengasse, Wallstraße, Weserstraße (Karte) | Park                                                  | Stadtpark, ab 1873 an der Stelle des ehemaligen Wallgrabenrings angelegter Park | 094 36012          | Denkmalbereich                | BW                                            |
| Breitscheidstraße 2a (Karte) | Verwaltungsgebäude                                    | wohnhausartiger Massivbau, 1938 | 094 35674          | Baudenkmal                    | Verwaltungsgebäude                            |
| Breitscheidstraße 3 (Karte) | Verwaltungsgebäude                                    | historischer Backsteinbau im Rundbogenstil, 1878–1880 errichtet | 094 35520          | Baudenkmal                    | BW                                            |
| Breitscheidstraße 7 (Karte) | Wohnhaus                                              | Jugendstilbau mit turmartigem Standanker, 1910 | 094 35644          | Baudenkmal                    | Wohnhaus                                      |
| Breitscheidstraße 7a (Karte) | Wohnhaus                                              | Eckbau aus der Zeit um 1910 | 094 35643          | Baudenkmal                    | Wohnhaus                                      |
| Breitscheidstraße 8 (Karte) | Villa                                                 | Villa spätklassizistische Villa, 1886 | 094 35642          | Baudenkmal                    | Villa                                         |
| Breitscheidstraße 8 | Garten                                                | Garten | 094 35642 001      | Teilobjekt eines Baudenkmals  |                                               |
| Breitscheidstraße 8 | Einfriedung                                           | Einfriedung | 094 35642 002      | Teilobjekt eines Baudenkmals  |                                               |
| Breitscheidstraße 12 (Karte) | Wohnhaus                                              | Wohnhaus villenartiger Backsteinbau, 1905 | 094 35694          | Baudenkmal                    | Wohnhaus                                      |
| Breitscheidstraße 14 (Karte) | Wohnhaus                                              | Wohnhaus in Fachwerkbauweise, Mitte 19. Jahrhundert | 094 35696          | Baudenkmal                    | Wohnhaus                                      |
| Breitscheidstraße 18, 19 (Karte) | Bauernhof                                             | Bauernhof in Klinkerbauweise im Baustil der Gründerzeit, 1885 | 094 35695          | Baudenkmal                    | Bauernhof                                     |
| Breitscheidstraße 18, 19 | Bauernhaus                                            | Bauernhaus | 094 35695 001      | Teilobjekt eines Baudenkmals  |                                               |
| Breitscheidstraße 18, 19 | Altenteil                                             | Altenteil | 094 35695 002      | Teilobjekt eines Baudenkmals  |                                               |
| Breitscheidstraße 18, 19 | Wirtschaftsgebäude                                    | Wirtschaftsgebäude | 094 35695 003      | Teilobjekt eines Baudenkmals  |                                               |
| Breitscheidstraße 18, 19 | Wirtschaftsgebäude                                    | Wirtschaftsgebäude | 094 35695 003      | Teilobjekt eines Baudenkmals  |                                               |
| Breitscheidstraße 18, 19 | Einfriedung                                           | Einfriedung | 094 35695 004      | Teilobjekt eines Baudenkmals  |                                               |
| Breitscheidstraße 23, 24 (Karte) | Wohnhaus                                              | Wohnhaus Doppelhaus nach einem Entwurf von Erich Brüggemann 1935 errichtet | 094 35521          | Baudenkmal                    | Wohnhaus                                      |
| Breitscheidstraße 23, 24 | Einfriedung                                           | Einfriedung | 094 35521 001      | Teilobjekt eines Baudenkmals  |                                               |
| Breitscheidstraße 31 (Karte) | Villa                                                 | Villa Gründerzeitvilla, 1888 | 094 35553          | Baudenkmal                    | Villa                                         |
| Breitscheidstraße 31 | Einfriedung                                           | Einfriedung | 094 35553 001      | Teilobjekt eines Baudenkmals  |                                               |
| Breitscheidstraße 32 (Karte) | Villa                                                 | Villa nach einem Entwurf von Paul Unger 1888 errichtet | 094 35554          | Baudenkmal                    | Villa                                         |
| Breitscheidstraße 32 | Einfriedung                                           | Einfriedung | 094 35554 001      | Teilobjekt eines Baudenkmals  |                                               |
| Breitscheidstraße 33 (Karte) | Wohnhaus                                              | Wohnhaus Mehrfamilienhaus mit historisierender Fassade, 1888 | 094 35555          | Baudenkmal                    | Wohnhaus                                      |
| Breitscheidstraße 34 (Karte) | Wohnhaus                                              | Backsteinbau, 1875 | 094 35645          | Baudenkmal                    | Wohnhaus                                      |
| Breitscheidstraße 35 (Karte) | Villa                                                 | Massivbau von 1929 | 094 35646          | Baudenkmal                    | Villa                                         |
| Breitscheidstraße 36 (Karte) | Villa                                                 | Turmvilla im Stil der Neorenaissance, 1887 | 094 35647          | Baudenkmal                    | Villa                                         |
| Breitscheidstraße 37 (Karte) | Wohnhaus                                              | Mietshaus im Stil der Gründerzeit, 1890 | 094 35648          | Baudenkmal                    | Wohnhaus                                      |
| Bugenhagenstraße 1 (Karte) | Villa                                                 | Villa im Landhausstil, 1901 | 094 35680          | Baudenkmal                    | BW                                            |
| Bugenhagenstraße 1 | Einfriedung                                           | Einfriedung | 094 35680 001      | Teilobjekt eines Baudenkmals  |                                               |
| Bugenhagenstraße 3–5 (Karte) | Häusergruppe                                          | |                    | Baudenkmal                    | BW                                            |
| B 2, Berliner Straße, Abzweig nach Schönefeld, gegenüber Nr. 11 (Karte) | Nivellementspunkt                                     | | 094 97948          | Kleindenkmal                  | BW                                            |
| Bürgermeisterstraße 1–21 (Karte) | Altstadt                                              | |                    | Baudenkmal                    | Altstadt                                      |
| Bürgermeisterstraße 3 (Karte) | Wohn- und Geschäftshaus Bürgermeisterstraße 3         | Wohn- und Geschäftshaus der Gründerzeit, 1895 mit neobarocker Fassade | 094 35867          | Baudenkmal                    | Wohn- und Geschäftshaus Bürgermeisterstraße 3 |
| Bürgermeisterstraße 4 (Karte) | Wohn- und Geschäftshaus Bürgermeisterstraße 4         | im Jugendstil gestaltetes Wohn- und Geschäftshaus von 1904/05 | 094 35868          | Baudenkmal                    | Wohn- und Geschäftshaus Bürgermeisterstraße 4 |
| Bürgermeisterstraße 16 (Karte) | Wohnhaus Bürgermeisterstraße 16                       | spätbarockes Wohnhaus des Gelehrten Johann Jakob Ebert, 1792 errichtet | 094 35870          | Baudenkmal                    | Wohnhaus Bürgermeisterstraße 16               |
| Bürgermeisterstraße, Collegienstraße, Coswiger Straße, Jüdenstraße, Juristenstraße, Markt, Marstallstraße, Schlossstraße (Karte) | Wasserleitung                                         | Teile der historischen Trinkwasserleitung mit historischen Zapfstellen, ab 1556 | 094 36223          | Baudenkmal                    | Wasserleitung                                 |
| Collegienstraße 1–91 (Karte) | Altstadt                                              | |                    | Baudenkmal                    | Altstadt                                      |
| Collegienstraße 3 (Karte) | Wohn- und Geschäftshaus                               | Massivbau mit Putz- und Stuckfassade im Stil der Spätrenaissance und des Klassizismus, um 1880 | 094 35871          | Baudenkmal                    | Wohn- und Geschäftshaus                       |
| Collegienstraße 5 (Karte) | Wohn- und Geschäftshaus                               | gequadert verputzter Fachwerkbau, ursprünglich aus der Zeit um 1570/1600 | 094 35872          | Baudenkmal                    | Wohn- und Geschäftshaus                       |
| Collegienstraße 7 (Karte) | Bürgerhaus                                            | Renaissancewohnhaus, um 1570, zwischen 1616 und 1623 Wohnung von Paul Gerhardt | 094 35873          | Baudenkmal                    | Bürgerhaus                                    |
| Collegienstraße 11 (Karte) | Wohn- und Geschäftshaus                               | Bau im Stil der Gründerzeit, 1900 | 094 35874          | Baudenkmal                    | Wohn- und Geschäftshaus                       |
| Collegienstraße 12, 13 (Karte) | Wohn- und Geschäftshaus (Hamlethaus)                  | | 094 35875          | Baudenkmal                    | Wohn- und Geschäftshaus (Hamlethaus)          |
| Collegienstraße 19 (Karte) | Wohn- und Geschäftshaus                               | Bau mit spätklassizistischen Formen, 1875 | 094 35876          | Baudenkmal                    | Wohn- und Geschäftshaus                       |
| Collegienstraße 20 (Karte) | Wohn- und Geschäftshaus                               | Gründerzeitbau, Fassadengestaltung in neubarocken Formen, 1899 | 094 35877          | Baudenkmal                    | Wohn- und Geschäftshaus                       |
| Collegienstraße 21 (Karte) | Wohnhaus                                              | eines der ältesten erhaltenen Gebäude der Collegienstraße, Anfang des 18. Jahrhunderts | 094 35878          | Baudenkmal                    | Wohnhaus                                      |
| Collegienstraße 24 (Karte) | Wohn- und Geschäftshaus                               | Massivbau mit spätklassizistischer Fassade, um 1870 | 094 35879          | Baudenkmal                    | Wohn- und Geschäftshaus                       |
| Collegienstraße 37 (Karte) | Wohn- und Geschäftshaus                               | Kopfbau im Jugendstil, 1907 | 094 35880          | Baudenkmal                    | Wohn- und Geschäftshaus                       |
| Collegienstraße 53a (Karte) | Verwaltungsgebäude                                    | zwischen 1949 und 1952 auf den Ruinen einer Villa errichteter Bau in neoklassizistischen Formen, erster öffentlicher Neubau nach dem Zweiten Weltkrieg | 094 35881          | Baudenkmal                    | BW                                            |
| Collegienstraße 54 (Karte) | Universitätsgebäude (Collegium Augusteum, Lutherhaus) | Universitätsgebäude Wirkungsstätte Martin Luthers | 094 35882          | Baudenkmal                    | Weitere Bilder                                |
| Collegienstraße 54 | Stadtmauer                                            | Stadtmauer | 094 35882 001      | Teilobjekt eines Baudenkmals  |                                               |
| Collegienstraße 60 (Karte) | Bürgerhaus (Melanchthonhaus)                          | Bürgerhaus Wohnhaus des Gelehrten Philipp Melanchthon | 094 35883          | Baudenkmal                    | Weitere Bilder                                |
| Collegienstraße 60 | Garten                                                | Garten | 094 35883 001      | Teilobjekt eines Baudenkmals  |                                               |
| Collegienstraße 60 | Einfriedung                                           | Einfriedung | 094 35883 002      | Teilobjekt eines Baudenkmals  |                                               |
| Collegienstraße 62 (Karte) | Universitätsgebäude (Collegium Fridericianum)         | | 094 35884          | Baudenkmal                    | Weitere Bilder                                |
| Collegienstraße 62a (Karte) | Bürgerhaus                                            | Bürgerhaus | 094 35885          | Baudenkmal                    | Bürgerhaus                                    |
| Collegienstraße 62a | Einfriedung                                           | Einfriedung | 094 35885 001      | Teilobjekt eines Baudenkmals  |                                               |
| Collegienstraße 62a (Karte) | Stadtmauer                                            | Stadtmauer 2020 als Denkmal eingetragen | 094 35885 002      | Teilobjekt eines Baudenkmals  | BW                                            |
| Collegienstraße 63 (Karte) | Bürgerhaus                                            | Bau in Formen der Renaissance, Mitte des 16. Jahrhunderts | 094 355886         | Baudenkmal                    | Bürgerhaus                                    |
| Collegienstraße 64 (Karte) | Wohn- und Geschäftshaus                               | Massivbau in spätklassizistischen Formen, um 1870, im Kern aus dem 16. Jahrhundert | 094 35887          | Baudenkmal                    | Wohn- und Geschäftshaus                       |
| Collegienstraße 65 (Karte) | Wohn- und Geschäftshaus                               | Massivbau in spätklassizistischen Formen, 1871, im Kern aus dem 16. Jahrhundert | 094 35888          | Baudenkmal                    | Wohn- und Geschäftshaus                       |
| Collegienstraße 66 (Karte) | Wohn- und Geschäftshaus                               | Massivbau mit spätklassizistischer Fassade, im Kern aus dem 16. Jahrhundert | 094 35889          | Baudenkmal                    | Wohn- und Geschäftshaus                       |
| Collegienstraße 67 (Karte) | Wohnhaus                                              | das Gebäude ist nicht mehr vorhanden (Stand: Mai 2017) | 094 35890          | Baudenkmal                    | Wohnhaus                                      |
| Collegienstraße 68 (Karte) | Wohn- und Geschäftshaus                               | 1905 als Ersatzbau in Jugendstilformen | 094 35891          | Baudenkmal                    | Wohn- und Geschäftshaus                       |
| Collegienstraße 71 (Karte) | Wohn- und Geschäftshaus                               | Massivbau mit spätklassizistischer Fassadengestaltung, um 1880 | 094 35892          | Baudenkmal                    | Wohn- und Geschäftshaus                       |
| Collegienstraße 77 (Karte) | Bürgerhaus                                            | Bau aus der Zeit der Renaissance, teilweise originale Bausubstanz aus dem 16. Jahrhundert | 094 35893          | Baudenkmal                    | Bürgerhaus                                    |
| Collegienstraße 79 (Karte) | Wohnhaus                                              | Fachwerkbau, um 1700, im 19. Jahrhundert durch Dachausbau verändert | 094 35894          | Baudenkmal                    | Wohnhaus                                      |
| Collegienstraße 80 (Karte) | Wohn- und Geschäftshaus                               | 1906 als Ersatzbau, Fassade in Jugendstilformen | 094 35895          | Baudenkmal                    | Wohn- und Geschäftshaus                       |
| Collegienstraße 81 (Karte) | Bürgerhaus                                            | bis ins 18. Jahrhundert erweiterter Bau aus der Zeit um 1570 | 094 35896          | Baudenkmal                    | Bürgerhaus                                    |
| Collegienstraße 82 (Karte) | Wohn- und Geschäftshaus                               | Bau in Formen der Gründerzeit, um 1890 | 094 35897          | Baudenkmal                    | Wohn- und Geschäftshaus                       |
| Collegienstraße 85 (Karte) | Wohn- und Geschäftshaus                               | Bau in spätklassizistischen Formen, Neorenaissancetür, 1862 | 094 35899          | Baudenkmal                    | Wohn- und Geschäftshaus                       |
| Collegienstraße 86 (Karte) | Wohn- und Geschäftshaus                               | 1860 als Ersatzbau, über der Eingangstür stammt der Schlussstein vom Vorgängerbau datiert auf 1654 | 094 35900          | Baudenkmal                    | Wohn- und Geschäftshaus                       |
| Collegienstraße 89 (Karte) | Bürgerhaus                                            | Bau in Formen der Renaissance, erste Hälfte des 16. Jahrhunderts | 094 35902          | Baudenkmal                    | Bürgerhaus                                    |
| Collegienstraße 90 (Karte) | Wohn- und Geschäftshaus                               | Wohn- und Geschäftshaus 1840/50 als Ersatzbau, klassizistische Fassadengestaltung, | 094 35903          | Baudenkmal                    | Wohn- und Geschäftshaus                       |
| Wallstraße 8 | Villa                                                 | Villa | 094 35903 001      | Teilobjekt eines Baudenkmals  |                                               |
| Wallstraße 8 | Einfriedung                                           | Einfriedung | 094 35903 002      | Teilobjekt eines Baudenkmals  |                                               |
| Collegienstraße 91 (Karte) | Bürgerhaus                                            | Bürgerhaus Fachwerkbau, um 1510 | 094 35709          | Baudenkmal                    | Bürgerhaus                                    |
| Collegienstraße (Karte) | Wasserleitung                                         | | 094 36224          | Baudenkmal                    | Wasserleitung                                 |
| Coswiger Straße 1–31 (Karte) | Altstadt                                              | |                    | Baudenkmal                    | BW                                            |
| Coswiger Straße 2 (Karte) | Wohn- und Geschäftshaus                               | Jugendstilform auf verputzten Backsteinbau, 1906/07 | 094 35904          | Baudenkmal                    | Wohn- und Geschäftshaus                       |
| Coswiger Straße 3 (Karte) | Bürgerhaus                                            | verschiedene Baustile in über 350 Jahren am Gebäude, (Barock, Renaissance, Jugendstil, Klassizismus) | 094 35905          | Baudenkmal                    | Bürgerhaus                                    |
| Coswiger Straße 5 (Karte) | Wohnhaus                                              | Wohnhaus mit klassizistischer Fassade und Tür, um 1840 | 094 035906         | Baudenkmal                    | Wohnhaus                                      |
| Coswiger Straße 7 (Karte) | Wohnhaus                                              | Wohnhaus mit klassizistischer Fassade, um 1840/50 | 094 35907          | Baudenkmal                    | Wohnhaus                                      |
| Coswiger Straße 20 (Karte) | Wohnhaus                                              | Renaissancebau im Kern um 1600, spätklassizistische Putzfassade um 1880 | 094 36233          | Baudenkmal                    | Wohnhaus                                      |
| Coswiger Straße 21 (Karte) | Wohnhaus                                              | Renaissancebau aus dem 16. Jahrhundert, Fachwerk an barockem Seitenflügel | 094 35909          | Baudenkmal                    | Wohnhaus                                      |
| Coswiger Straße 23 (Karte) | Wohnhaus                                              | Fachwerkbau an zwei Flügeln, um 1800 | 094 35910          | Baudenkmal                    | Wohnhaus                                      |
| Coswiger Straße 27 (Karte) | Wohnhaus                                              | Fachwerkbau, um 1600 | 094 35911          | Baudenkmal                    | Wohnhaus                                      |
| Coswiger Straße 28 (Karte) | Wohn- und Geschäftshaus                               | Eckbau, Fassadengestaltung im Stil der Neorenaissance, 1887 | 094 35912          | Baudenkmal                    | Wohn- und Geschäftshaus                       |
| Coswiger Straße 30 (Karte) | Wohn- und Geschäftshaus                               | Ersatzbau mit historisierender Fassade, 1893 | 094 35913          | Baudenkmal                    | Wohn- und Geschäftshaus                       |
| Coswiger Straße 31 (Karte) | Wohnhaus                                              | Bau aus der Zeit des Barock, um 1770 | 094 35914          | Baudenkmal                    | Wohnhaus                                      |
| Coswiger Straße | Wasserleitung                                         | |                    | Baudenkmal                    |                                               |
| Dessauer Straße 5 (Karte) | Silo                                                  | Kornspeicher, 1939 | 094 36018          | Baudenkmal                    | Silo                                          |
| Dessauer Straße 6 (Karte) | Villa                                                 | verputzter Backsteinbau, 1928 | 094 36019          | Baudenkmal                    | BW                                            |
| Dessauer Straße 7 (Karte) | Villa                                                 | Villa Neorenaissancevilla, 1898 | 094 36020          | Baudenkmal                    | BW                                            |
| Dessauer Straße 7 | Einfriedung                                           | Einfriedung | 094 36020 001      | Teilobjekt eines Baudenkmals  |                                               |
| Dessauer Straße 8 (Karte) | Fabrik (Schokoladenfabrik Kant, Wikana)               | schlossartiger Fabrikbau, 1902, 1922 erweitert | 094 36021          | Baudenkmal                    | BW                                            |
| Dessauer Straße 11 (Karte) | Fabrik                                                | Fabrikanlage mit prägender Wirkung, 1900 | 094 36022          | Baudenkmal                    | BW                                            |
| Dessauer Straße 10, Kleinwittenberg (Karte) | Wasserturm                                            | Wasserturm | 094 36022 001      | Teilobjekt eines Baudenkmals  | Wasserturm                                    |
| Dessauer Straße 11 | Einfriedung                                           | Einfriedung Backsteinmauer, 2017 als Denkmal ausgewiesen | 094 36022 002      | Teilobjekt eines Baudenkmals  |                                               |
| Dessauer Straße 12 (Karte) | Fabrik (Eisenwerk Joly)                               | Backsteinbauten in Jugendstilformen | 094 36023          | Baudenkmal                    | Fabrik (Eisenwerk Joly)                       |
| Dessauer Straße 13 (Karte) | Fabrik (Thompson` s Seifenpulver, Wittol)             | Fabrik ab 1891 ständig weiterentwickelter Industriekomplex | 094 36024          | Baudenkmal                    | Fabrik (Thompson` s Seifenpulver, Wittol)     |
| Dessauer Straße 13, Gelände der ehemaligen Seifenpulverfabrik Dr. Thompson | Wasserturm                                            | Wasserturm | 094 36024 001      | Teilobjekt eines Baudenkmals  |                                               |
| Dessauer Straße 290 (Karte) | Verwaltungsgebäude                                    | Verwaltungsgebäude neoklassizistische Architektur, 1927 | 094 35685          | Baudenkmal                    | Verwaltungsgebäude                            |
| Dessauer Straße 291 (Karte) | Amtsgericht Wittenberg                                | Gerichtsgebäude neogotische Bauformen, Architektur der Neurenaissance am Portal, 1907/09 | 094 35568          | Baudenkmal                    | Amtsgericht Wittenberg                        |
| Dessauer Straße 291 | Gefängnis                                             | Gefängnis | 094 35568 001      | Teilobjekt eines Baudenkmals  |                                               |
| Dessauer Straße 291 (Karte) | Straßenzeile                                          | siehe auch Berliner Straße 1–19 |                    | Baudenkmal                    | BW                                            |
| Dobschützstraße 29k (Karte) | Gutshaus                                              | ehemalige Gutshaus des Gutes Rothemark, Backsteinbau um 1906 | 094 36025          | Baudenkmal                    | BW                                            |
| Dobschützstraße 55 (Karte) | Wohnhaus                                              | Architektur der Neuen Sachlichkeit, 1926 | 094 35683          | Baudenkmal                    | BW                                            |
| Dobschützstraße 60 (Karte) | Fabrik                                                | Backsteinbau in Jugendstilformen, um 1900 | 094 35686          | Baudenkmal                    | BW                                            |
| Dörffurtstraße 3 (Karte) | Villa                                                 | Villa Klinkerbau, 1935 | 094 35552          | Baudenkmal                    | BW                                            |
| Dörffurtstraße 3 | Einfriedung                                           | Einfriedung | 094 35552 001      | Teilobjekt eines Baudenkmals  |                                               |
| Dörffurtstraße 4 (Karte) | Wohnhaus                                              | Wohnhaus Eckbau in Jugendstilformen, 1906 | 094 35641          | Baudenkmal                    | BW                                            |
| Dresdener Straße 1 (Karte) | Wohnhaus                                              | Gründerzeitbau in Formen des Barock, 1895 | 094 35729          | Baudenkmal                    | Weitere Bilder                                |
| Dresdener Straße 3-5 (Karte) | Neuer Friedhof, Wittenberg                            | 1602 eröffnet, Reste der historischen Einfriedung, Grabmale des Barock, Klassizismus, Historismus, Jugendstils und Neoklassizismus | 094 35725          | Baudenkmal                    | Weitere Bilder                                |
| Dresdener Straße 6 (Karte) | Villa                                                 | Villa im Baustil des Neoklassizismus der 1920er Jahre | 094 35726          | Baudenkmal                    | BW                                            |
| Dresdener Straße 6 | Einfriedung                                           | Einfriedung | 094 35726 001      | Teilobjekt eines Baudenkmals  |                                               |
| Dresdener Straße 15 (Karte) | Villa                                                 | Villa Jugendstilvilla, 1904 | 094 35727          | Baudenkmal                    | Villa                                         |
| Dresdener Straße 15 | Einfriedung                                           | Einfriedung | 094 35727 001      | Teilobjekt eines Baudenkmals  |                                               |
| Dresdener Straße 40 (Karte) | Verwaltungsgebäude (Arado)                            | ehemaliges Verwaltungsgebäude der ARADO Flugzeugwerke, 1936 | 094 35730          | Baudenkmal                    | BW                                            |
| Dresdener Straße 172 (Karte) | Alter Friedhof, Wittenberg                            | 1502 geweiht, ehemaliger Friedhof des 1760 zerstörten Spitals Zum Heiligen Kreuz, | 094 35724          | Baudenkmal                    | Weitere Bilder                                |
| Elbstraße 1, 2 (Karte) | Altstadt                                              | |                    | Baudenkmal                    | Altstadt                                      |
| Elbstraße 2 | Eiskeller                                             | im Jahr 1898 errichteter Eiskeller, 2017 als Denkmal ausgewiesen | 094 36699          | Baudenkmal                    |                                               |
| Elbstraße 3 (Karte) | Villa                                                 | Villa Backsteinbau in Formen des Spätklassizismus, 1881/82 | 094 35703          | Baudenkmal                    | Villa                                         |
| Elbstraße 3 | Garten                                                | Garten | 094 35703 001      | Teilobjekt eines Baudenkmals  |                                               |
| Falkstraße 83 (Karte) | Schule                                                | Schule neuromanischer Klinkerbau, 1910 | 094 35650          | Baudenkmal                    | BW                                            |
| Falkstraße 83 | Einfriedung                                           | Einfriedung | 094 35650 001      | Teilobjekt eines Baudenkmals  |                                               |
| Feuergasse (Karte) | Altstadt                                              | |                    | Baudenkmal                    | BW                                            |
| Fleischerstraße 1–25 (Karte) | Altstadt                                              | |                    | Baudenkmal                    | Altstadt                                      |
| Fleischerstraße 2b (Karte) | Wohnhaus                                              | Backsteinbau, Fassade in Formen des Jugendstil, 1911 | 094 35915          | Baudenkmal                    | Wohnhaus                                      |
| Fleischerstraße 7 (Karte) | Wohn- und Geschäftshaus                               | spätklassizistische Klinkerfassade, 1885 | 094 35916          | Baudenkmal                    | Wohn- und Geschäftshaus                       |
| Fleischerstraße 19 (Karte) | Wohnhaus                                              | Backsteinbau (verputzt) Fassade in Formen des Jugendstil, 1908 | 094 35917          | Baudenkmal                    | Wohnhaus                                      |
| Fleischerstraße 25 (Karte) | Wohn- und Geschäftshaus                               | Fassade in Formen des Spätklassizismus mit Stuckelementen, 1889 | 094 35918          | Baudenkmal                    | Wohn- und Geschäftshaus                       |
| Fleischerstraße (Karte) | Stadtpark                                             | siehe Berliner Straße |                    | Baudenkmal                    | BW                                            |
| Flutgraben, westlich der Halleschen Straße (Karte) | Brücke                                                | Back- und Bruchstein ummantelte, gewölbte Brücke, 1857 |                    | Baudenkmal                    | BW                                            |
| Friedrichstraße 17 (Karte) | Villa                                                 | monumentaler Jugendstilbau, 1909 | 094 35710          | Baudenkmal                    | Villa                                         |
| Friedrichstraße 119–132 (Karte) | Straßenzeile                                          | Wohn- und Fabrikgebäude in Formen des Späthistorismus und Jugendstils | 094 35721          | Denkmalbereich                | Straßenzeile                                  |
| Friedrichstraße 119 (Karte) | Villa                                                 | später Jugendstil und Heimatstil, 1910 | 094 35711          | Baudenkmal                    | Villa                                         |
| Friedrichstraße 119 | Einfriedung                                           | Einfriedung | 094 35711 001      | Teilobjekt eines Baudenkmals  |                                               |
| Friedrichstraße 120 (Karte) | Wohnhaus                                              | Wohnhaus Formen des Jugendstil, original erhaltene Einfriedung, 1907 | 094 35712          | Baudenkmal                    | Wohnhaus                                      |
| Friedrichstraße 120 | Einfriedung                                           | Einfriedung | 094 35712 001      | Teilobjekt eines Baudenkmals  |                                               |
| Friedrichstraße 122 (Karte) | Villa                                                 | Villa im Heimatstil, 1920 | 094 35713          | Baudenkmal                    | Villa                                         |
| Friedrichstraße 123 (Karte) | Villa                                                 | Villa historisierende Stilelemente an einem Jugendstilbau, 1905 | 094 35714          | Baudenkmal                    | Villa                                         |
| Friedrichstraße 123 | Einfriedung                                           | Einfriedung | 094 35714 001      | Teilobjekt eines Baudenkmals  |                                               |
| Friedrichstraße 124–126 (Karte) | Fabrik                                                | (siehe Bahnstraße 1) |                    | Baudenkmal                    | Fabrik                                        |
| Friedrichstraße 137 (Karte) | Wohnhaus                                              | Backsteinbau, 1886 |                    | Baudenkmal                    | Wohnhaus                                      |
| Geschwister-Scholl-Straße 4–7 (Karte) | Schule                                                | Schule dreiflüglig angelegt mit Sandsteinportalen, 1898–1900 | 094 35343          | Baudenkmal                    | BW                                            |
| Geschwister-Scholl-Straße 4–7 | Turnhalle                                             | Turnhalle | 094 35343 001      | Teilobjekt eines Baudenkmals  |                                               |
| Geschwister-Scholl-Straße 25 (Karte) | Wohn- und Geschäftshaus                               | Eckbau mit Verzierungen, 1904 in Formen des Jugendstil | 094 35345          | Baudenkmal                    | BW                                            |
| Geschwister-Scholl-Straße 26 (Karte) | Wohn- und Geschäftshaus                               | Backsteinbau, 1907 | 094 35344          | Baudenkmal                    | BW                                            |
| Gustav-Aldolf-Straße 11–15, 34–40 (Karte) | Villenkolonie                                         | 1921 bis 1942 entstandene Einzelbauten gehobenen Anspruchs | 094 35691          | Denkmalbereich                | BW                                            |
| Gustav-Aldolf-Straße 11 (Karte) | Wohnhaus                                              | villenartiger Backsteinbau 1921 | 094 35673          | Baudenkmal                    | BW                                            |
| Gustav-Aldolf-Straße 12 (Karte) | Wohnhaus                                              | Klinkerbau, 1935 |                    | Baudenkmal                    | BW                                            |
| Gustav-Aldolf-Straße 14 (Karte) | Wohnhaus                                              | Backsteinbau in neusachlichen Formen, 1942 | 094 35689          | Baudenkmal                    | BW                                            |
| Gustav-Aldolf-Straße 38 (Karte) | Wohnhaus                                              | Wohnhaus im Heimatstil, 1930 | 094 35690          | Baudenkmal                    | BW                                            |
| Hallesche Straße 2 (Karte) | Wohnhaus                                              | Klinkerbau in Formen der Gründerzeit, 1904 | 094 35489          | Baudenkmal                    | BW                                            |
| Hallesche Straße 3 (Karte) | Wohnhaus                                              | Klinkerbau mit Elementen des Jugendstil, 1904 | 094 35701          | Baudenkmal                    | BW                                            |
| Hallesche Straße 4 (Karte) | Wohnhaus                                              | Klinkerbau mit Jugendstilfassade, 1906 | 094 35702          | Baudenkmal                    | BW                                            |
| Hallesche Straße 30 (Karte) | Verwaltungsgebäude                                    | Bau in Jugendstilform, Villenartig, 1907 | 094 35684          | Baudenkmal                    | BW                                            |
| Hallesche Straße (Karte) | Stadtpark                                             | (siehe Berliner Straße) |                    | Baudenkmal                    | BW                                            |
| Heubnerstraße 1-4, 34–36 (Karte) | Straßenzug                                            | geschlossene Bebauung aus der Zeit um 1900 | 094 35663          | Denkmalbereich                | BW                                            |
| Heubnerstraße 22 (Karte) | Wohnhaus                                              | Wohnhaus Massivbau mit Elementen der Gotik an der Fassade, 1907 | 094 35661          | Baudenkmal                    | BW                                            |
| Heubnerstraße 22 | Einfriedung                                           | Einfriedung | 094 35661 001      | Teilobjekt eines Baudenkmals  |                                               |
| Heubnerstraße 23 (Karte) | Wohnhaus                                              | Wohnhaus Massivbau mit neugotischen Formen, 1907 | 094 35662          | Baudenkmal                    | BW                                            |
| Heubnerstraße 23 | Einfriedung                                           | Einfriedung | 094 35662 001      | Teilobjekt eines Baudenkmals  |                                               |
| Holzmarkt (Karte) | Holzmarktbrunnen                                      | Brunnen Nachbau des Brunnens aus dem 16. Jahrhundert | 094 35919          | Baudenkmal                    | Weitere Bilder                                |
| Johann-Friedrich-Böttger-Straße 4 (Karte) | Wohnhaus                                              | Wohnhaus | 094 35671          | Baudenkmal                    | BW                                            |
| Johann-Friedrich-Böttger-Straße 4 | Einfriedung                                           | Einfriedung | 094 35671 001      | Teilobjekt eines Baudenkmals  |                                               |
| Johann-Friedrich-Böttger-Straße 6 (Karte) | Wohnhaus                                              | Wohnhaus Stil der Neorenaissance und des Jugendstil, Mietshaus, 1905 | 094 35672          | Baudenkmal                    | BW                                            |
| Johann-Friedrich-Böttger-Straße 6 | Einfriedung                                           | Einfriedung | 094 35672 001      | Teilobjekt eines Baudenkmals  |                                               |
| Johann-Friedrich-Böttger-Straße 10 (Karte) | Wohnhaus                                              | Wohnhaus Eckbau mit barockisierender Jugendstilarchitektur | 094 35549          | Baudenkmal                    | Wohnhaus                                      |
| Johann-Friedrich-Böttger-Straße 17 (Karte) | Wohnhaus                                              | Wohnhaus villenartiger Bau mit Zwerchhäusern, 1897 | 094 35551          | Baudenkmal                    | BW                                            |
| Johann-Friedrich-Böttger-Straße 17 | Einfriedung                                           | Einfriedung | 094 35551 001      | Teilobjekt eines Baudenkmals  |                                               |
| Johann-Friedrich-Böttger-Straße 20 (Karte) | Wohnhaus                                              | Wohnhaus Klinkerbau im Landhausstil, 1890/1900 | 094 35550          | Baudenkmal                    | BW                                            |
| Johann-Friedrich-Böttger-Straße 20 | Einfriedung                                           | Einfriedung | 094 35550 001      | Teilobjekt eines Baudenkmals  |                                               |
| Johann-Friedrich-Böttger-Straße 25-30 (Karte) | Häusergruppe                                          | siehe Berliner Straße |                    | Baudenkmal                    | BW                                            |
| Jüdenstraße 1-39 (Karte) | Altstadt                                              | |                    | Baudenkmal                    | BW                                            |
| Jüdenstraße 4 (Karte) | Wohn- und Geschäftshaus Jüdenstraße 4                 | Wohn- und Geschäftshaus klassizistisches Gebäude aus dem 19. Jahrhundert mit spätgotischen Kreuzrippengewölben aus dem 15. Jahrhundert in der Hofdurchfahrt und einem angrenzenden Raum | 094 35922          | Baudenkmal                    | Wohn- und Geschäftshaus Jüdenstraße 4         |
| Jüdenstraße 7 (Karte) | Bürgerhaus                                            | Bürgerhaus spätgotisches Portal, Massivbau, um 1530 | 094 35923          | Baudenkmal                    | Bürgerhaus                                    |
| Jüdenstraße 8a, 8b (Karte) | Schule                                                | Eckbau mit drei klassizistischen Portalen, bis 1828 errichtet | 094 35924          | Baudenkmal                    | Weitere Bilder                                |
| Jüdenstraße 9 (Karte) | Handwerkerhaus Jüdenstraße 9                          | Handwerkerhaus Fachwerkbau (verputzt) Bäcker Innungszeichen über dem Eingang, 1825 | 094 35925          | Baudenkmal                    | Handwerkerhaus Jüdenstraße 9                  |
| Jüdenstraße 11 (Karte) | Wohn- und Geschäftshaus Jüdenstraße 11                | Wohn- und Geschäftshaus Handwerkerhaus mit Wirtschaftshof, um 1820, 1907 mit Jugendstilfassade überformt | 094 35926          | Baudenkmal                    | Wohn- und Geschäftshaus Jüdenstraße 11        |
| Jüdenstraße 27 (Karte) | Wohnhaus Jüdenstraße 27                               | Wohnhaus verputzter Fachwerkbau aus dem 17. Jahrhundert | 094 35927          | Baudenkmal                    | Wohnhaus Jüdenstraße 27                       |
| Jüdenstraße 33 (Karte) | Wohn- und Geschäftshaus                               | Bau im Jugendstil, 1904 | 094 35928          | Baudenkmal                    | BW                                            |
| Jüdenstraße 36–37 (Karte) | Diakonat                                              | Barockbau, 1716 | 094 35929          | Baudenkmal                    | BW                                            |
| Jüdenstraße 38 (Karte) | Schule (Altes Gymnasium)                              | Lateinschule 1564, 1828 bis 1888 Gymnasium | 094 35930          | Baudenkmal                    | BW                                            |
| Jüdenstraße | Wasserleitung                                         | Wasserleitung |                    | Baudenkmal                    |                                               |
| Juristenstraße 1–22 (Karte) | Altstadt                                              | |                    | Baudenkmal                    | Altstadt                                      |
| Juristenstraße 1 (Karte) | Bankgebäude Juristenstraße 1                          | Bankgebäude mit historisierender Fassade von 1925/26 | 094 35931          | Baudenkmal                    | Bankgebäude Juristenstraße 1                  |
| Juristenstraße 14–15 (Karte) | Hospital                                              | Spätbarockbau, 1823–1825, im Innenraum Gewölbe aus dem 16. Jahrhundert | 094 35338          | Baudenkmal                    | Hospital                                      |
| Juristenstraße 16a (Karte) | Remise (Artilleriewagenhalle Nr. 2)                   | militärischer Versorgungsbau, 1855 | 094 35933          | Baudenkmal                    | Remise (Artilleriewagenhalle Nr. 2)           |
| Juristenstraße 17 (Karte) | Wohn- und Geschäftshaus                               | Ersatzbau aus 1908 in Formen des Jugendstil | 094 35934          | Baudenkmal                    | Wohn- und Geschäftshaus                       |
| Juristenstraße | Wasserleitung                                         | |                    | Baudenkmal                    |                                               |
| westlich der verlängerten Juristenstraße im Park (Karte) | Kasematte                                             | erhaltene, 1864 errichtete Verteidigungsanlage, heute Aquarium | 094 35935          | Baudenkmal                    | Kasematte                                     |
| Katharinenstraße 1 (Karte) | Wohnhaus                                              | Bau in neusachlichen Formen, 1937 | 094 35720          | Baudenkmal                    | Wohnhaus                                      |
| Kirchplatz 1–17a (Karte) | Altstadt                                              | |                    | Baudenkmal                    | Altstadt                                      |
| Kirchplatz 1 (Karte) | Bürgerhaus                                            | Bürgerhaus um 1570 errichteter Renaissancebau | 094 35939          | Baudenkmal                    | Bürgerhaus                                    |
| Kirchplatz 9 (Karte) | Bugenhagenhaus                                        | vierzehnachsiger Renaissancebau aus der Zeit vor 1523 | 094 35940          | Baudenkmal                    | Bugenhagenhaus                                |
| Kirchplatz 10 (Karte) | Pfarrhaus                                             | Bau aus der Zeit um 1570, im 18. Jahrhundert barock überformt, Giebelrelief um 1730 | 094 35941          | Baudenkmal                    | Pfarrhaus                                     |
| Kirchplatz 14 (Karte) | Bürgerhaus                                            | Renaissancebau, um 1570, Sandsteingedenktafel für Paul Gerhard, Volutengiebel | 094 35942          | Baudenkmal                    | Bürgerhaus                                    |
| Kirchplatz 15 (Karte) | Bürgerhaus                                            | 1693 barock umgebautes Haus aus der Zeit der Renaissance um 1570/1600 | 094 35943          | Baudenkmal                    | Bürgerhaus                                    |
| Kirchplatz 16 (Karte) | Bürgerhaus                                            | Mitte des 19. Jahrhunderts klassizistisch überformter Renaissancebau aus der Zeit um 1570/1600 | 094 35944          | Baudenkmal                    | Bürgerhaus                                    |
| Kirchplatz (Karte) | Stadtpfarrkirche St. Marien                           | Ersterwähnung 1187, zw 1412 und 1439 heute sichtbare dreischiffige Halle sowie Türme erbaut | 094 35936          | Baudenkmal                    | Weitere Bilder                                |
| Kirchplatz (Karte) | Kapelle Zum Heiligen Leichnam (Fronleichnamskapelle)  | spätgotischer Backsteinsaal, 1456 | 094 35937          | Baudenkmal                    | Weitere Bilder                                |
| Kirchplatz (Karte) | Bugenhagendenkmal                                     | Denkmal Bronzebüste für den deutschen Reformator Johannes Bugenhagen (1485-1558) auf einem etwa zwei Meter hohen polierten Steinsockel und Sandsteinplatte, mit Inschrift „Johannes Bugenhagen Pomeranus“, aufgestellt 1894 auf dem nördlichen Kirchplatz, heute von kleiner Parkanlage umgeben | 094 35938          | Kleindenkmal                  | Weitere Bilder                                |
| Kleine Bruchstraße 8 (Karte) | Villa                                                 | Villa Jugendstilvilla, 1908 | 094 35692          | Baudenkmal                    | BW                                            |
| Klosterstraße 1, 2 (Karte) | Altstadt                                              | |                    | Baudenkmal                    | BW                                            |
| Klosterstraße 1–2 (Karte) | Kloster                                               | Standort des 1273 errichteten Franziskanerklosters | 094 35945          | Baudenkmal                    | Kloster                                       |
| Kupferstraße 7–11 (Karte) | Altstadt                                              | |                    | Baudenkmal                    | BW                                            |
| Luthereiche (Karte) | Park                                                  | → Hauptartikel : Luthereiche (Wittenberg) |                    | Baudenkmal                    | Weitere Bilder                                |
| Lutherstraße 1–56, Wilhelm-Weber-Straße 2 (Karte) | Straßenzug                                            | | 094 35511          | Denkmalbereich                | BW                                            |
| Lutherstraße 3/4 (Karte) | Gasthaus Balzers Festsäle                             | Gasthaus 1883 gegründetes Gasthaus mit Weinhandlung | 094 35502          | Baudenkmal                    | BW                                            |
| Lutherstraße 3/4 | Saalbau                                               | Saalbau | 094 35502 001      | Teilobjekt eines Baudenkmals  |                                               |
| Lutherstraße 3/4 | Pavillon                                              | Pavillon | 094 35502 002      | Teilobjekt eines Baudenkmals  |                                               |
| Lutherstraße 3/4 | Garten                                                | Garten | 094 35502 003      | Teilobjekt eines Baudenkmals  |                                               |
| Lutherstraße 8 (Karte) | Villa                                                 | Villa mit Garten und Umzäunung, 1887 | 094 35336          | Baudenkmal                    | Villa                                         |
| Koordinaten fehlen! Hilf mit. | Remise                                                | Remise | 094 35336 001      | Teilobjekt eines Baudenkmals  |                                               |
| Lutherstraße 8 | Garten                                                | Garten | 094 35336 002      | Teilobjekt eines Baudenkmals  |                                               |
| Lutherstraße 8 | Einfriedung                                           | Einfriedung | 094 35336 003      | Teilobjekt eines Baudenkmals  |                                               |
| Lutherstraße 9 (Karte) | Wohnhaus                                              | Wohnhaus Eckhaus im Stil der Gründerzeit, 1894 | 094 35501          | Baudenkmal                    | Wohnhaus                                      |
| Lutherstraße 9 | Einfriedung                                           | Einfriedung | 094 35501 001      | Teilobjekt eines Baudenkmals  |                                               |
| Lutherstraße 13 (Karte) | Wohnhaus                                              | Eckbau in Backsteinoptik mit Eckrisalit, 1890 | 094 35474          | Baudenkmal                    | Wohnhaus                                      |
| Lutherstraße 14 (Karte) | Wohn- und Geschäftshaus                               | Backsteinbau, 1882, Ladeneinbau aus dem Jahr 1925 | 094 35499          | Baudenkmal                    | Wohn- und Geschäftshaus                       |
| Lutherstraße 15 (Karte) | Wohn- und Geschäftshaus                               | Neubarockbau in Ecklage, 1896 | 094 35350          | Baudenkmal                    | Wohn- und Geschäftshaus                       |
| Lutherstraße 16 (Karte) | Wohn- und Geschäftshaus                               | Jugendstilbau in Ecklage, 1905 | 094 35351          | Baudenkmal                    | Wohn- und Geschäftshaus                       |
| Lutherstraße 17 (Karte) | Wohnhaus                                              | Wohnhaus >Jugendstilbau in Ecklage, 1906 | 094 35664          | Baudenkmal                    | Wohnhaus                                      |
| Lutherstraße 17 | Einfriedung                                           | Einfriedung | 094 35664 001      | Teilobjekt eines Baudenkmals  |                                               |
| Lutherstraße 17a (Karte) | Wohnhaus                                              | Wohnhaus Jugendstilbau mit Stuckreliefs, 1906 | 094 35352          | Baudenkmal                    | Wohnhaus                                      |
| Lutherstraße 17a | Einfriedung                                           | Einfriedung | 094 35352 001      | Teilobjekt eines Baudenkmals  |                                               |
| Lutherstraße 18 (Karte) | Villa                                                 | Villa in Formen der Gründerzeit, 1887 | 094 35477          | Baudenkmal                    | Villa                                         |
| Lutherstraße 19 (Karte) | Villa                                                 | Villa Backsteinbau mit hölzerner Veranda in Formen der Gründerzeit, 1892 | 094 35473          | Baudenkmal                    | Villa                                         |
| Lutherstraße 19 | Garten                                                | Garten | 094 35473 001      | Teilobjekt eines Baudenkmals  |                                               |
| Lutherstraße 19 | Einfriedung                                           | Einfriedung | 094 35473 002      | Teilobjekt eines Baudenkmals  |                                               |
| Lutherstraße 22 (Karte) | Wohnhaus                                              | Wohnhaus Mietshaus, Fassade in neubarocken Formen, 1897 | 094 35666          | Baudenkmal                    | Wohnhaus                                      |
| Lutherstraße 22 | Einfriedung                                           | Einfriedung | 094 35666 001      | Teilobjekt eines Baudenkmals  |                                               |
| Lutherstraße 23 (Karte) | Wohnhaus                                              | Wohnhaus Bau im Stil der Gründerzeit mit neubarocker Fassade, 1896/97 | 094 35349          | Baudenkmal                    | Wohnhaus                                      |
| Lutherstraße 23 | Einfriedung                                           | Einfriedung | 094 35349 001      | Teilobjekt eines Baudenkmals  |                                               |
| Lutherstraße 24 (Karte) | Wohnhaus                                              | Wohnhaus Haus im Stil der Gründerzeit mit neubarocker Fassade, 1896 | 094 35348          | Baudenkmal                    | Wohnhaus                                      |
| Lutherstraße 24 | Einfriedung                                           | Einfriedung | 094 35348 001      | Teilobjekt eines Baudenkmals  |                                               |
| Lutherstraße 28 (Karte) | Wohn- und Geschäftshaus                               | Wohn- und Geschäftshaus Mietshaus von 1894 mit barocker Fassadengestaltung | 094 35347          | Baudenkmal                    | Wohn- und Geschäftshaus                       |
| Lutherstraße 28 | Einfriedung                                           | Einfriedung | 094 35347 001      | Teilobjekt eines Baudenkmals  |                                               |
| Lutherstraße 32a (Karte) | Wohnhaus                                              | Jugendstilfassade an Mietshaus, 1907 | 094 35496          | Baudenkmal                    | Wohnhaus                                      |
| Lutherstraße 33b (Karte) | Wohnhaus                                              | Wohnhaus Backsteinbau, 1936 | 094 35495          | Baudenkmal                    | Wohnhaus                                      |
| Lutherstraße 33c (Karte) | Wohnhaus                                              | Wohnhaus Massivbau im Stil der Neuen Sachlichkeit, 1935 | 094 35494          | Baudenkmal                    | Wohnhaus                                      |
| Lutherstraße 33c | Einfriedung                                           | Einfriedung | 094 35494 001      | Teilobjekt eines Baudenkmals  |                                               |
| Lutherstraße 33d (Karte) | Wohnhaus                                              | Wohnhaus Mehrfamilienhaus im Stil der Neuen Sachlichkeit, 1935 | 094 35493          | Baudenkmal                    | Wohnhaus                                      |
| Lutherstraße 33d | Einfriedung                                           | Einfriedung | 094 35493 001      | Teilobjekt eines Baudenkmals  |                                               |
| Lutherstraße 33d | Gartenhaus                                            | Gartenhaus | 094 35493 002      | Teilobjekt eines Baudenkmals  |                                               |
| Lutherstraße 34 (Karte) | Wohnhaus                                              | Wohnhaus im Stil der Gründerzeit, 1889 | 094 35492          | Baudenkmal                    | Wohnhaus                                      |
| Lutherstraße 34 | Einfriedung                                           | Einfriedung | 094 35492 001      | Teilobjekt eines Baudenkmals  |                                               |
| Lutherstraße 35 (Karte) | Villa                                                 | Villa Backsteinbau in Formen der Neorenaissance, 1888 | 094 35483          | Baudenkmal                    | Villa                                         |
| Lutherstraße 35 | Einfriedung                                           | Einfriedung | 094 35483 001      | Teilobjekt eines Baudenkmals  |                                               |
| Lutherstraße 35 | Remise                                                | Remise | 094 35483 002      | Teilobjekt eines Baudenkmals  |                                               |
| Lutherstraße 44 (Karte) | Wohnhaus                                              | | 094 35346          | Baudenkmal                    | Wohnhaus                                      |
| Lutherstraße 46 (Karte) | Wohnhaus                                              | Wohnhaus villenartiger Backsteinbau, 1891 | 094 35679          | Baudenkmal                    | Wohnhaus                                      |
| Lutherstraße 46 | Einfriedung                                           | Einfriedung | 094 35679 001      | Teilobjekt eines Baudenkmals  |                                               |
| Lutherstraße 48 (Karte) | Wohnhaus                                              | Wohnhaus im Innenraum Wandmalereien und Stuckdecken, 1894 | 094 35682          | Baudenkmal                    | Wohnhaus                                      |
| Lutherstraße 48 | Einfriedung                                           | Einfriedung | 094 35682 001      | Teilobjekt eines Baudenkmals  |                                               |
| Lutherstraße 48 | Remise                                                | Remise | 094 35682 002      | Teilobjekt eines Baudenkmals  |                                               |
| Lutherstraße 50 (Karte) | Wohn- und Geschäftshaus                               | straßenbildprägendes Mietshaus, 1888 | 094 35475          | Baudenkmal                    | Wohn- und Geschäftshaus                       |
| Lutherstraße 52 (Karte) | Bankgebäude                                           | neuklassizistische Architektur, 1928 | 094 35476          | Baudenkmal                    | Bankgebäude                                   |
| Lutherstraße 54 (Karte) | Schule (Melanchthon-Gymnasium, Haus B)                | Massivbau in Formen des Heimatstils, 1929–1931 | 094 35498          | Baudenkmal                    | Schule (Melanchthon-Gymnasium, Haus B)        |
| Lutherstraße 56, 57 (Karte) | Kaserne (Kavalier-Kaserne)                            | mehrflügliger Backsteinbau, 1880–1883 | 094 35500          | Baudenkmal                    | Weitere Bilder                                |
| Lutherstraße (Karte) | Stadtpark                                             | siehe Berliner Straße |                    | Baudenkmal                    | BW                                            |
| Markt 1–26 (Karte) | Altstadt                                              | |                    | Baudenkmal                    | Altstadt                                      |
| Markt 1 (Karte) | Wohn- und Geschäftshaus (Marktschloss)                | neugotischer Eckbau, 1897: Als Kultureinrichtung genutzt |                    | Baudenkmal                    | Wohn- und Geschäftshaus (Marktschloss)        |
| Markt 2 (Karte) | Bürgerhaus                                            | Bau aus dem 16. Jahrhundert, Sitznischenportal auf der Hofseite datiert auf 1554 |                    | Baudenkmal                    | Bürgerhaus                                    |
| Markt 3 (Karte) | Bürgerhaus                                            | mehrfach überbauter Renaissancebau aus dem 16. Jahrhundert |                    | Baudenkmal                    | Bürgerhaus                                    |
| Markt 4 (Karte) | Bürgerhaus (Cranach-Hof)                              | → Hauptartikel : Cranachhöfe Wittenberg |                    | Baudenkmal                    | Weitere Bilder                                |
| Markt 5 (Karte) | Bürgerhaus                                            | im 19. Jahrhundert erweiterter Renaissancebau aus dem 16. Jahrhundert |                    | Baudenkmal                    | Bürgerhaus                                    |
| Markt 6 (Karte) | Bürgerhaus (Beyer-Hof)                                | Hofanlage aus der Zeit der Renaissance, benannt nach Christian Beyer |                    | Baudenkmal                    | Bürgerhaus (Beyer-Hof)                        |
| Markt 7 (Karte) | Hotel Goldener Adler                                  | Renaissancebau aus dem 16. Jahrhundert |                    | Baudenkmal                    | Hotel Goldener Adler                          |
| Markt 8 (Karte) | Wohn- und Geschäftshaus                               | Wohn- und Geschäftshaus Bau in Formen des Jugendstil, 1909 | 094 35956          | Baudenkmal                    | Wohn- und Geschäftshaus                       |
| Markt 8 (Karte) | Einfriedung                                           | Einfriedung | 094 35956 001      | Teilobjekt eines Baudenkmals  | Einfriedung                                   |
| Markt 9 (Karte) | Bankgebäude                                           | straßenbildbeherrschender Eckbau, ehemalige Niederlassung der Anhalt-Dessauischen Landesbank (1906–1908) |                    | Baudenkmal                    | Bankgebäude                                   |
| Markt 10 (Karte) | Bürgerhaus                                            | Bau im Stil der Renaissance, 1570 |                    | Baudenkmal                    | Bürgerhaus                                    |
| Markt 12 | Treppe                                                | barocke Treppe, 2017 als Denkmal ausgewiesen | 094 36697          | Baudenkmal                    |                                               |
| Markt 14 (Karte) | Bürgerhaus                                            | Renaissancebau von 1542 |                    | Baudenkmal                    | Bürgerhaus                                    |
| Markt 15 (Karte) | Bürgerhaus                                            | Bau im Stil der Renaissance aus dem 16. Jahrhundert, Giebel und Dachgeschoss 1760 umgestaltet |                    | Baudenkmal                    | Bürgerhaus                                    |
| Markt 18 (Karte) | Bürgerhaus                                            | mehrfach umgeformter Bau aus dem 16. Jahrhundert mit Stilformen des Barock und Klassizismus |                    | Baudenkmal                    | Bürgerhaus                                    |
| Markt 19 (Karte) | Wohnhaus                                              | Spätbarockbau, 1760/70 |                    | Baudenkmal                    | Wohnhaus                                      |
| Markt 22 (Karte) | Wohn- und Geschäftshaus                               | Ersatzbau von 1925, im Innern Kreuzgratgewölbe des Vorgängerbaus aus der Renaissance | 094 35963          | Baudenkmal                    | Wohn- und Geschäftshaus                       |
| Markt 23 (Karte) | Bürgerhaus                                            | Bau im Stil der Renaissance, spätgotisches Portal, 16. Jahrhundert | 094 35964          | Baudenkmal                    | Bürgerhaus                                    |
| Markt 25 (Karte) | Bürgerhaus                                            | Bau im Stil der Renaissance mit Schweifgiebeln, Ende des 16. Jahrhunderts |                    | Baudenkmal                    | Bürgerhaus                                    |
| Markt 26 (Karte) | Rathaus                                               | 1523–1535 entstandener Bau unter Mitwirkung von Lucas Cranach d. Ä. |                    | Baudenkmal                    | Weitere Bilder                                |
| Markt (Karte) | Marktbrunnen                                          | Brunnen Tiefbrunnen mit Gehäuse von 1617 | 094 35946          | Baudenkmal                    | Weitere Bilder                                |
| Markt (Karte) | Denkmal (Luther – Denkmal)                            | → Hauptartikel : Lutherdenkmal (Lutherstadt Wittenberg) |                    | Baudenkmal                    | Weitere Bilder                                |
| Markt (Karte) | Denkmal (Melanchthon-Denkmal)                         | Bronzestandbild für Philipp Melanchthon, 1858–1865 |                    | Baudenkmal                    | Weitere Bilder                                |
| Markt (Karte) | Wasserleitung                                         | |                    | Baudenkmal                    | Wasserleitung                                 |
| Marstallstraße 1–20 (Karte) | Altstadt                                              | Altstadt |                    | Baudenkmal                    | Altstadt                                      |
| Marstallstraße 18 (Karte) | Wohnhaus Marstallstraße 18                            | Wohnhaus Fachwerkbau aus dem 19. Jahrhundert mit gegliederter Putzfassade | 094 35968          | Baudenkmal                    | Wohnhaus Marstallstraße 18                    |
| Marstallstraße | Wasserleitung                                         | |                    | Baudenkmal                    |                                               |
| Mauerstraße 3–14 (Karte) | Altstadt                                              | |                    | Baudenkmal                    | Altstadt                                      |
| Mauerstraße 7 (Karte) | Wohnhaus Mauerstraße 7                                | Backsteinbau mit Reliefs im Jugendstil, 1907 | 094 35969          | Baudenkmal                    | Wohnhaus Mauerstraße 7                        |
| Mauerstraße 15/16 (Karte) | Kirche Unbefleckte Empfängnis                         | katholische Kirche | 094 35430          | Baudenkmal                    | Weitere Bilder                                |
| Mauerstraße 17 | Keller                                                | Keller 2024 als Denkmal ausgewiesen | 094 18979          | Baudenkmal                    |                                               |
| Mauerstraße 17 | Keller                                                | Keller 2024 als Denkmal ausgewiesen | 094 18978          | Baudenkmal                    |                                               |
| Mauerstraße (Karte) | Stadtpark                                             | siehe Berliner Straße |                    | Baudenkmal                    | Stadtpark                                     |
| Melanchthonstraße 1 (Karte) | Wohnhaus                                              | Wohnhaus Backsteinbau, 1887 | 094 35547          | Baudenkmal                    | BW                                            |
| Melanchthonstraße 1 | Einfriedung                                           | Einfriedung | 094 35547 001      | Teilobjekt eines Baudenkmals  |                                               |
| Melanchthonstraße 2 (Karte) | Villa                                                 | Villa Jugendstilbau, 1902 | 094 35518          | Baudenkmal                    | BW                                            |
| Melanchthonstraße 2 | Einfriedung                                           | Einfriedung | 094 35518 001      | Teilobjekt eines Baudenkmals  |                                               |
| Melanchthonstraße 3b, 3c (Karte) | Häusergruppe                                          | siehe Berliner Straße 8a |                    | Baudenkmal                    | BW                                            |
| Melanchthonstraße 4 (Karte) | Villa                                                 | Villa 1898 errichteter Backsteinbau mit Gartenhaus (1886) | 094 35677          | Baudenkmal                    | BW                                            |
| Melanchthonstraße 4 | Gartenhaus                                            | Gartenhaus | 094 35677 001      | Teilobjekt eines Baudenkmals  |                                               |
| Melanchthonstraße 4 | Einfriedung                                           | Einfriedung | 094 35677 002      | Teilobjekt eines Baudenkmals  |                                               |
| Melanchthonstraße 5 (Karte) | Villa                                                 | Villa Backsteinbau mit klassizistischen Elementen, 1886 | 094 35699          | Baudenkmal                    | BW                                            |
| Melanchthonstraße 5 | Einfriedung                                           | Einfriedung | 094 35699 001      | Teilobjekte eines Baudenkmals |                                               |
| Melanchthonstraße 6 (Karte) | Villa                                                 | Villa Backsteinbau mit spätklassizistischen Elementen, 1885 | 094 35519          | Baudenkmal                    | BW                                            |
| Melanchthonstraße 6 | Einfriedung                                           | Einfriedung | 094 35519 001      | Teilobjekt eines Baudenkmals  |                                               |
| Melanchthonstraße 7 (Karte) | Villa                                                 | Villa Neorenaissancevilla, 1885 |                    | Baudenkmal                    | BW                                            |
| Mittelfeld, Kleingartenanlage (Karte) | Zwangsarbeiterlager                                   | Zwangsarbeiterlager 1944/1945 Barackenlager, Reste der Umzäunung | 094 35399          | Denkmalbereich                | BW                                            |
| Mittelfeld | Baracke                                               | Baracke Die Baracke wird als Teilobjekt einer Fabrik geführt, die jedoch ihrerseits nicht mehr als Baudenkmal betrachtet wird. | 094 35731 002      | Teilobjekt eines Baudenkmals  |                                               |
| Mittelstraße 1–62 (Karte) | Altstadt                                              | Bestandteil des Denkmalbereichs Altstadt | 094 35335          | Baudenkmal                    | Altstadt                                      |
| Mittelstraße 3 (Karte) | Wohn- und Geschäftshaus                               | 1873 verändertes Gebäude aus der Renaissance, 16. Jahrhundert |                    | Baudenkmal                    | Wohn- und Geschäftshaus                       |
| Mittelstraße 4 (Karte) | Wohnhaus                                              | Fachwerkbau mit Krüppelwalmdach, 1754 |                    | Baudenkmal                    | Wohnhaus                                      |
| Mittelstraße 5 (Karte) | Bürgerhaus                                            | Renaissancegebäude aus dem 16. Jahrhundert auf den Kellern eines Vorgängerbaus errichtet |                    | Baudenkmal                    | Bürgerhaus                                    |
| Mittelstraße 6 (Karte) | Wohnhaus                                              | Fachwerk an der Hofbebauung, Gebäude aus dem 16. Jahrhundert |                    | Baudenkmal                    | Wohnhaus                                      |
| Mittelstraße 7 (Karte) | Bürgerhaus                                            | Massivbau mit Putzfassade aus dem 19. Jahrhundert, im Kern Ende des 16. Jahrhunderts |                    | Baudenkmal                    | Bürgerhaus                                    |
| Mittelstraße 8 (Karte) | Bürgerhaus                                            | Bau aus der Zeit der Renaissance, Fassade in klassizistischen Formen |                    | Baudenkmal                    | Bürgerhaus                                    |
| Mittelstraße 15 (Karte) | Bürgerhaus                                            | Massivbau aus dem 16. Jahrhundert |                    | Baudenkmal                    | Bürgerhaus                                    |
| Mittelstraße 16 (Karte) | Wirtschaftsgebäude                                    | Fachwerkbau, 1838 |                    | Baudenkmal                    | Wirtschaftsgebäude                            |
| Mittelstraße 27 (Karte) | Wohnhaus                                              | Gebäude im Kern um 1545, ehemaliges Universitätshospital |                    | Baudenkmal                    | Wohnhaus                                      |
| Mittelstraße 39 (Karte) | Wohnhaus                                              | Massivbau mit klassizistischer Fassade, Mitte des 19. Jahrhunderts |                    | Baudenkmal                    | Wohnhaus                                      |
| Mittelstraße 60 (Karte) | Wohn- und Geschäftshaus                               | Backsteinbau mit expressionistischer Fassade |                    | Baudenkmal                    | Wohn- und Geschäftshaus                       |
| Mittelstraße 62 (Karte) | Bürgerhaus                                            | 1703 als Massivbau auf Vorgängerbau errichtet, Wohnhaus von Gotthold Ephraim Lessing während seiner Studienzeit in Wittenberg |                    | Baudenkmal                    | Bürgerhaus                                    |
| Neustraße 1–18 (Karte) | Altstadt                                              | |                    | Baudenkmal                    | BW                                            |
| Neustraße 1 (Karte) | Wohnhaus Neustraße 1                                  | Eckbau in Formen des Heimatstils von 1916 | 094 35984          | Baudenkmal                    | Wohnhaus Neustraße 1                          |
| Neustraße 2 (Karte) | Wohnhaus Neustraße 2                                  | Backsteinbau verputzt, 1916, Stil des Art déco und Neoklassizismus | 094 35985          | Baudenkmal                    | Wohnhaus Neustraße 2                          |
| Neustraße 10a (Karte) | Wohnhaus                                              | Bau der Gründerzeit in Formen der Neorenaissance, 1892 |                    | Baudenkmal                    | BW                                            |
| Neustraße 10b (Karte) | Gymnasium (Melanchthon-Gymnasium)                     | im Rundbogenstil 1886–1888 errichtet |                    | Baudenkmal                    | Gymnasium (Melanchthon-Gymnasium)             |
| Neustraße 10c (Karte) | Artilleriewagenhalle Nr. 3                            | Remise, Backsteinbau als Zeugnis des letzten Festungsausbaus, 1868 | 094 35986          | Baudenkmal                    | Artilleriewagenhalle Nr. 3                    |
| Neustraße 11/12 (Karte) | Wohn- und Geschäftshaus                               | Bau in Formen der Neorenaissance, 1896 | 094 35987          | Baudenkmal                    | Wohn- und Geschäftshaus                       |
| Neustraße 18 (Karte) | Wohnhaus Neustraße 18                                 | weitgehend ursprünglich erhaltener verputzter Fachwerkbau, Mitte des 19. Jahrhunderts | 094 35988          | Baudenkmal                    | Wohnhaus Neustraße 18                         |
| Nussbaumweg 7–9 (Karte) | Kesselhaus                                            | Backsteinbau in Formen der Neuen Sachlichkeit, um 1950 |                    | Baudenkmal                    | BW                                            |
| Paul-Gerhardt-Straße 42, Haus 7 (Karte) | Katharinen-Stift                                      | Krankenhaus Backsteinbau mit gotischer Fassadengestaltung, 1907 | 094 35717          | Baudenkmal                    | BW                                            |
| Paul-Gerhardt-Straße 42, Haus 7 | Einfriedung                                           | Einfriedung | 094 35717 001      | Teilobjekt eines Baudenkmals  |                                               |
| Pfaffengasse 1–6, 19–30 (Karte) | Altstadt                                              | |                    | Baudenkmal                    | Altstadt                                      |
| Pfaffengasse 7 (Karte) | Turnhalle (Jahn-Turnhalle)                            | Backsteinbau von 1885, älteste derartig erhaltene Sportstätte in Wittenberg |                    | Baudenkmal                    | Turnhalle (Jahn-Turnhalle)                    |
| Pfaffengasse 19 (Karte) | Wohnhaus                                              | klassizistische Putz- und Stuckfassade, 1876 |                    | Baudenkmal                    | Wohnhaus                                      |
| Pfaffengasse 27 (Karte) | Klosterhof                                            | Klosterhof | 094 35503          | Baudenkmal                    | Klosterhof                                    |
| Pfaffengasse 27a | Wohnhaus                                              | Wohnhaus | 094 35503 001      | Teilobjekt eines Baudenkmals  | Wohnhaus                                      |
| Pfaffengasse (Karte) | Stadtpark                                             | siehe Berliner Straße |                    | Baudenkmal                    | BW                                            |
| Puschkinstraße 7 (Karte) | Villa                                                 | Villa Jugendstilvilla, 1909 | 094 35675          | Baudenkmal                    | BW                                            |
| Puschkinstraße 7 | Einfriedung                                           | Einfriedung | 094 35675 001      | Teilobjekt eines Baudenkmals  |                                               |
| Puschkinstraße 11 (Karte) | Villa                                                 | Villa Eckgebäude in Formen der Neorenaissance, 1894 | 094 35514          | Baudenkmal                    | BW                                            |
| Puschkinstraße 11 | Garten                                                | Garten | 094 35514 001      | Teilobjekt eines Baudenkmals  |                                               |
| Puschkinstraße 11 | Einfriedung                                           | Einfriedung | 094 35514 003      | Teilobjekt eines Baudenkmals  |                                               |
| Puschkinstraße 35 (Karte) | Ausspann Zum Grauen Wolf                              | urkundlich seit dem 15. Jahrhundert belegter Ausspannhof |                    | Baudenkmal                    | BW                                            |
| Puschkinstraße 37 (Karte) | Mühle                                                 | Mühle 1566–1860 Papiermühle, später als Getreidemühle und Färberei genutztes Gebäude | 094 35698          | Baudenkmal                    | BW                                            |
| Puschkinstraße 37 | Wohnhaus                                              | Wohnhaus | 094 35698 001      | Teilobjekt eines Baudenkmals  |                                               |
| Puschkinstraße 37 | Fabrik                                                | Fabrik | 094 35698 002      | Teilobjekt eines Baudenkmals  |                                               |
| Puschkinstraße 37 | Fabrik                                                | Fabrik | 094 35698 003      | Teilobjekt eines Baudenkmals  |                                               |
| Puschkinstraße 37 | Wohnhaus                                              | Wohnhaus | 094 35698 004      | Teilobjekt eines Baudenkmals  |                                               |
| Puschkinstraße 57 (Karte) | Wohnhaus                                              | Backsteinbau in Formen der Neorenaissance, 1895 | 094 35515          | Baudenkmal                    | BW                                            |
| Puschkinstraße 57 | Einfriedung                                           | Einfriedung | 094 35515 001      | Teilobjekt eines Baudenkmals  |                                               |
| Puschkinstraße 57a (Karte) | Wohnhaus                                              | Bau in Formen des Heimatstils, 1922 |                    | Baudenkmal                    | BW                                            |
| Puschkinstraße 61/62 (Karte) | Villa                                                 | Villa Backsteinbau mit Jugendstilementen, 1905 | 094 35517          | Baudenkmal                    | BW                                            |
| Puschkinstraße 61/62 | Garten                                                | Garten | 094 35517 001      | Teilobjekt eines Baudenkmals  |                                               |
| Puschkinstraße 61/62 | Einfriedung                                           | Einfriedung | 094 35517 002      | Teilobjekt eines Baudenkmals  |                                               |
| Puschkinstraße 64 (Karte) | Straßenzeile                                          | siehe Berliner Straße 1–19 |                    | Baudenkmal                    | BW                                            |
| Puschkinstraße 64 (Karte) | Villa                                                 | Gebäude in Formen des Heimatstil, 1920/22 |                    | Baudenkmal                    | BW                                            |
| Scharrenstraße 4/5 (Karte) | Altstadt                                              | |                    | Baudenkmal                    | BW                                            |
| Scharrenstraße 4 (Karte) | Wohn- und Geschäftshaus                               | Backsteinbau mit Klinkerfassade, 1887 | 094 35991          | Baudenkmal                    | Wohn- und Geschäftshaus                       |
| Scharrenstraße 5 (Karte) | Wohnhaus                                              | Massivbau, dreiflüglig zur Hofseite, historischer Standort der städtischen Fleischscharren (fahrbare Marktstände), Anfang des 19. Jahrhunderts | 094 35992          | Baudenkmal                    | Wohnhaus                                      |
| Schlossplatz 1–5 (Karte) | Altstadt                                              | |                    | Baudenkmal                    | BW                                            |
| Schlossplatz 1 (Karte) | Schloss Wittenberg                                    | Schloss | 0943 6010          | Baudenkmal                    | Weitere Bilder                                |
| Schlossplatz 1 | Kirche                                                | Kirche | 0943 6010 001      | Teilobjekt eines Baudenkmals  | Weitere Bilder                                |
| Schlossstraße 14 | Amtshaus                                              | Amtshaus | 0943 6010 002      | Teilobjekt eines Baudenkmals  |                                               |
| Schloßplatz 1 | Große Küche                                           | Küchengebäude ehemaliges kurfürstliches Küchengebäude, 2017 als Denkmal ausgewiesen | 094 36010 003      | Teilobjekt eines Baudenkmals  |                                               |
| Schlossplatz 3, 3a (Karte) | Propstei                                              | Standort schon 1399 als Wohnhaus des Stiftspropstes genutzt, später erweitert |                    | Baudenkmal                    | Propstei                                      |
| Schlossplatz 15 (Karte) | Chemie-Pavillon                                       | ehemaliger Ausstellungspavillon | 094 35862          | Baudenkmal                    | Chemie-Pavillon                               |
| Schlossplatz (Karte) | Bastion „Scharfes Eck“ (später „Tauentzien“)          | Rest der ehemaligen Festungsanlagen |                    | Baudenkmal                    | Bastion „Scharfes Eck“ (später „Tauentzien“)  |
| Schlossstraße 1–33 (Karte) | Altstadt                                              | |                    | Baudenkmal                    | Altstadt                                      |
| Schlossstraße 1 (Karte) | Bürgerhaus (Cranach Hof, Adler Apotheke)              | Bürgerhaus | 094 35995          | Baudenkmal                    | Weitere Bilder                                |
| Schlossstraße 1 | Wirtschaftsgebäude                                    | Wirtschaftsgebäude | 094 35995 001      | Teilobjekt eines Baudenkmals  |                                               |
| Schlossstraße 1 | Garten                                                | Garten | 094 35995 002      | Teilobjekt eines Baudenkmals  |                                               |
| Schlossstraße 1 | Einfriedung                                           | Einfriedung | 094 35995 003      | Teilobjekt eines Baudenkmals  |                                               |
| Schlossstraße 2 (Karte) | Gasthaus „Schwarzer Bär“                              | historisches Gasthaus aus dem 16. Jahrhundert |                    | Baudenkmal                    | Gasthaus „Schwarzer Bär“                      |
| Schlossstraße 3 (Karte) | Wohn- und Geschäftshaus                               | 1896 als Ersatzbau, Formen der Neorenaissance |                    | Baudenkmal                    | Wohn- und Geschäftshaus                       |
| Schlossstraße 4 (Karte) | Bürgerhaus                                            | seit dem 16. Jahrhundert Wohnhaus verschiedener Persönlichkeiten der Stadtgeschichte, unter anderem Thomas Müntzer |                    | Baudenkmal                    | Bürgerhaus                                    |
| Schlossstraße 6 (Hinterhaus) (Karte) | Wohnhaus                                              | Fachwerkbau aus dem 18. Jahrhundert |                    | Baudenkmal                    | BW                                            |
| Schlossstraße 10 (Karte) | Bürgerhaus Zur Goldenen Kugel                         | Bürgerhaus Geburtshaus von Wilhelm Eduard Weber | 094 35340          | Baudenkmal                    | Bürgerhaus Zur Goldenen Kugel                 |
| Schlossstraße 10 | Garten                                                | Garten | 094 35340 002      | Teilobjekt eines Baudenkmals  |                                               |
| Schlossstraße 10 | Einfriedung                                           | Einfriedung | 094 35340 003      | Teilobjekt eines Baudenkmals  |                                               |
| Schlossstraße 11 (Karte) | Bürgerhaus                                            | Renaissancebau aus dem 16. Jahrhundert |                    | Baudenkmal                    | Bürgerhaus                                    |
| Schlossstraße 12 (Karte) | Wohnhaus                                              | Bau in Formen des Spätbarock, 19. Jahrhundert |                    | Baudenkmal                    | Wohnhaus                                      |
| Schlossstraße 13 (Karte) | Wohnhaus                                              | Massivbau mit spätklassizistischer Fassadengestaltung, Rest eines Wendelsteins aus dem 16. Jahrhundert |                    | Baudenkmal                    | Wohnhaus                                      |
| Schlossstraße 14/15 (Karte) | Amtshaus                                              | auf den Fundamenten des Nordflügels des früheren Vorschlosses errichtet, Massivbau, ehemals Verwaltungssitz des Amtes Wittenberg |                    | Baudenkmal                    | Amtshaus                                      |
| Schlossstraße 16 (Karte) | Wohnhaus                                              | Ersatzbau in Formen der Gründerzeit |                    | Baudenkmal                    | Wohnhaus                                      |
| Schlossstraße 27 (Karte) | Wohn- und Geschäftshaus                               | klassizistische Fassadengestaltung, Ersatzbau aus dem 19. Jahrhundert |                    | Baudenkmal                    | Wohn- und Geschäftshaus                       |
| Schlossstraße 30 (Karte) | Wohnhaus                                              | verputzter Fachwerkbau |                    | Baudenkmal                    | Wohnhaus                                      |
| Schlossstraße 31 (Karte) | Bürgerhaus                                            | Renaissancebau mit Segmentbogengiebel, 1540 |                    | Baudenkmal                    | Bürgerhaus                                    |
| Schlossstraße 33 (Karte) | Bürgerhaus                                            | im Stil des Klassizismus gestaltete Fassade, im Kern aus dem 16. Jahrhundert |                    | Baudenkmal                    | Bürgerhaus                                    |
| Schlossstraße (Karte) | Wasserleitung                                         | |                    | Baudenkmal                    | Wasserleitung                                 |
| Sternstraße 12/13 (Karte) | Kino (Central-Theater)                                | Kinobau von 1937, Architekt Carl Fugmann |                    | Baudenkmal                    | BW                                            |
| Sternstraße 16, 17 (Karte) | Wohnheim                                              | Wohnheim erstes in der Provinz Sachsen gegründetes Wohnheim für Lehrlinge, 1904 | 094 35718          | Baudenkmal                    | BW                                            |
| Sternstraße 16, 17 | Wohnheim                                              | Wohnheim | 094 35718 001      | Teilobjekt eines Baudenkmal   |                                               |
| Sternstraße 16, 17 | Saalbau                                               | Saalbau | 094 35718 002      | Teilobjekt eines Baudenkmal   |                                               |
| Sternstraße 16, 17 | Pförtnerhaus                                          | Pförtnerhaus | 094 35718 003      | Teilobjekt eines Baudenkmal   |                                               |
| Sternstraße 16, 17 | Einfriedung                                           | Einfriedung | 094 35718 004      | Teilobjekt eines Baudenkmal   |                                               |
| Sternstraße 19, 19a (Karte) | Wohnhaus                                              | Fassade in Formen des Art déco, 1926 |                    | Baudenkmal                    | BW                                            |
| Sternstraße 71 (Karte) | Villa                                                 | Villa Gestaltung in Formen des Jugendstil, 1912 | 094 35716          | Baudenkmal                    | BW                                            |
| Sternstraße 71 | Einfriedung                                           | Einfriedung | 094 35716 001      | Teilobjekt eines Baudenkmals  |                                               |
| Thomas-Müntzer-Straße 38 (Karte) | Wohnhaus                                              | Bau in Formen des Historismus, 1890 |                    | Baudenkmal                    | BW                                            |
| Töpferstraße 2–3a (Karte) | Altstadt                                              | |                    | Baudenkmal                    | BW                                            |
| Töpferstraße 2 (Karte) | Wohnhaus Töpferstraße 2                               | Wohnhaus mit geschnitzter Eingangstür und Jugendstilfassade, Ersatzbau, 1906 | 094 36009          | Baudenkmal                    | Weitere Bilder                                |
| Wallstraße 1–3 (Karte) | Altstadt                                              | |                    | Baudenkmal                    | BW                                            |
| Wallstraße (Karte) | Stadtpark                                             | siehe Berliner Straße |                    | Baudenkmal                    | BW                                            |
| Weserstraße (Karte) | Stadtpark                                             | siehe Berliner Straße |                    | Baudenkmal                    | BW                                            |
| Wichernstraße 1 (Karte) | Wohnhaus                                              | nach einem von Friedrich Gutewort entworfenes Mietshaus mit späthistoristischer Fassade, 1902 |                    | Baudenkmal                    | BW                                            |
| Wichernstraße 2 (Karte) | Wohnhaus                                              | Bau in Formen des Jugendstil, 1907 |                    | Baudenkmal                    | BW                                            |
| Wichernstraße 5–8 (Karte) | Wohnhaus                                              | straßenbildprägender Wohnblock, 1927 |                    | Baudenkmal                    | BW                                            |
| Wichernstraße 23, 23a, 24 (Karte) | Häusergruppe                                          | Doppelhäuser mit Haubendächern, 1921/22 | 094 35660          | Denkmalbereich                | BW                                            |
| Wilhelm-Weber-Straße 1, 1a, 4, 5 (Karte) | Altstadt                                              | |                    | Baudenkmal                    | Altstadt                                      |
| Wilhelm-Weber-Straße 2 (Karte) | Straßenzug                                            | siehe Lutherstraße 1 bis 56 |                    | Baudenkmal                    | BW                                            |
| Wilhelm-Weber-Straße 1 (Karte) | Hauptpost Wittenberg                                  | Postamt monumental wirkender neugotischer Bau, 1891 | 094 35339          | Baudenkmal                    | Weitere Bilder                                |
| Wilhelm-Weber-Straße 1, im Postgebäude | Fernmeldeanlage                                       | Fernmeldeanlage | 094 35339 001      | Teilobjekt eines Baudenkmals  |                                               |
| Wilhelm-Weber-Straße 5 (Karte) | Wohnhaus                                              | | 094 35319          | Baudenkmal                    | BW                                            |
| Zimmermannstraße 25 (Karte) | Herberge „Zur Heimat“                                 | Herberge Backsteinbau mit Klinkerfassade, 1905 | 094 35658          | Baudenkmal                    | BW                                            |
| Zimmermannstraße 25 | Einfriedung                                           | Einfriedung | 094 35658 001      | Teilobjekt eines Baudenkmals  |                                               |

### Apollensdorfund Apollensdorf Nord
| Lage                                                                      | Bezeichnung            | Beschreibung | Erfassungs- nummer | Ausweisungsart | Bild   |
| ------------------------------------------------------------------------- | ---------------------- | --- | ------------------ | -------------- | ------ |
| B 187, gegenüber der Einmündung der Roßlauer Straße, am Bahngleis (Karte) | Grenzstein             | Grenzmarkierung an der ehemaligen Landesgrenze zwischen dem Königreich Preußen und dem Herzogtum Anhalt | 094 97937          | Baudenkmal     | BW     |
| Heuweg 13 (Karte)                                                         | Villa                  | Backsteinbau mit Zierfachwerk, um 1900 | 094 36183          | Kleindenkmal   | BW     |
| Möllensdorfer Weg (Karte)                                                 | Gedenkstätte           | Begräbnisort von 488 Zwangsarbeitern aus 13 Nationen, die 1943 bis 1945 in umliegenden Arbeitslagern zu Tode kamen. | 094 35898          | Baudenkmal     | BW     |
| Alte Dorfstraße (Karte)                                                   | Kirche                 | Die Feldsteinkirche wurde zwischen 1200 und 1230 errichtet, mithin im Mittelalter. Das dreiteilig gestufte Bauwerk im Stil der Romanik ist ausgestattet mit einem abgetreppten Rundbogenportal, Kirchenschiff, eingezogenem Chor und eingezogener Apsis. Die ursprünglichen Fenster wurden im 17. Jhd. zeittypisch vergrößert. Der Taufstein stammt aus der Barockzeit, etwa 1660. | 094 35484          | Baudenkmal     | Kirche |
| Alte Dorfstraße neben Nr. 35 (Karte)                                      | Transformatorenstation | Backsteinturm, etwa 1930, Zeugnis für die Elektrifizierung des ländlichen Raums | 094 36252          | Baudenkmal     | BW     |
| Alte Dorfstraße 10, 12, 14 (Karte)                                        | Schule                 | Willy-Lohmann-Schule, Backsteinbau, 1927 | 094 35458          | Baudenkmal     | BW     |
| Alte Dorfstraße 41 (Karte)                                                | Bauernhof              | geschlossener Vierseitenhof, Backsteinbau um 1880, | 094 35565          | Baudenkmal     | BW     |
| Alte Dorfstraße 52 (Karte)                                                | Pfarrhaus              | Backsteinbau im Stil der Neuen Sachlichkeit, 1933 | 094 35608          | Baudenkmal     | BW     |
| Coswiger Landstraße 39 (Karte)                                            | Wohnhaus               | Backsteinbau mit Bohlenbinderdach, 1925 | 094 35544          | Baudenkmal     | BW     |
| Coswiger Landstraße 39d (Karte)                                           | Verwaltungsgebäude     | Backsteinbau mit Bohlenbinderdach und Pförtnerloge, 1925 | 094 35541          | Baudenkmal     | BW     |

### Berkau
| Lage | Bezeichnung | Beschreibung | Erfassungs- nummer | Ausweisungsart | Bild           |
| --- | ----------- | ------------ | ------------------ | -------------- | -------------- |
| außerhalb der Ortslage Berkau, an dem neben der Kirche nördlich verlaufenden Weg, ca. 300 m hinter Windkraftanlage an Wegekreuz im Wald (Karte) | Wegweiser   | Wegweiser    | 094 36639          | Kleindenkmal   | Weitere Bilder |
| Schulstraße (Karte) | Kirche      |              | 094 35362          | Baudenkmal     | Weitere Bilder |

### Boßdorf
| Lage                  | Bezeichnung    | Beschreibung                                                                               | Erfassungs- nummer | Ausweisungsart               | Bild           |
| --------------------- | -------------- | ------------------------------------------------------------------------------------------ | ------------------ | ---------------------------- | -------------- |
| Dorfstraße 79 (Karte) | Pfarrhaus      | Pfarrhaus Massivbau, 1910, Ersatzbau für den ehemals neben der Dorfschule befindlichen Bau | 094 36166          | Baudenkmal                   | Weitere Bilder |
| Dorfstraße (Karte)    | Kirche         | Kirche gotischer Saalbau aus Raseneisenstein, um 1300                                      | 094 35371          | Baudenkmal                   | Weitere Bilder |
| Kirchhof (Karte)      | Kriegerdenkmal | Kriegerdenkmal für die Opfer des Krieges 1870/71                                           | 094 35371 001      | Teilobjekt eines Baudenkmals | Kriegerdenkmal |
| Kirchhof (Karte)      | Kriegerdenkmal | Kriegerdenkmal für die Opfer des Ersten Weltkriegs                                         | 094 35371 002      | Teilobjekt eines Baudenkmals | Kriegerdenkmal |

### Braunsdorf
| Lage                            | Bezeichnung  | Beschreibung | Erfassungs- nummer | Ausweisungsart | Bild           |
| ------------------------------- | ------------ | --- | ------------------ | -------------- | -------------- |
| Am Teich (Karte)                | Kirche       | romanischer Saalbau von 1687, barock erneuert; Vorgängerbau aus Holz seit dem 12. Jh. der spätestens 1638 nicht mehr Bestand | 094 36182          | Baudenkmal     | Weitere Bilder |
| Straße nach Möllensdorf (Karte) | Distanzstein | Sandsteinpfeiler mit Entfernungsangaben nach Braunsdorf, Reinsdorf und Möllensdorf                                           | 094 36213          | Kleindenkmal   | Weitere Bilder |

### Dobien
| Lage                                              | Bezeichnung | Beschreibung                                       | Erfassungs- nummer | Ausweisungsart | Bild           |
| ------------------------------------------------- | ----------- | -------------------------------------------------- | ------------------ | -------------- | -------------- |
| Belziger Chaussee 18 (Karte)                      | Wasserwerk  | Pumpenhaus mit Backsteinfassade, 1906              | 094 36178          | Baudenkmal     | Wasserwerk     |
| Belziger Chaussee 20 (Karte)                      | Villa       | Historische Villa in Formen des Jugendstil, 1908   | 094 36179          | Baudenkmal     | Villa          |
| Belziger Chaussee, Einmündung Furthstraße (Karte) | Wegweiser   | Sandsteinpfeiler mit Richtungsangaben, 1875        | 094 36253          | Baudenkmal     | Wegweiser      |
| Dorfstraße 23 (Karte)                             | Pfarrhaus   | Backsteinbau im Landhausstil, um 1900              | 094 36180          | Baudenkmal     | BW             |
| Dorfstraße (Karte)                                | Kirche      | romanische Feldsteinkirche aus dem 13. Jahrhundert | 094 36181          | Baudenkmal     | Weitere Bilder |

### Euper
| Lage                    | Bezeichnung | Beschreibung                                                               | Erfassungs- nummer | Ausweisungsart               | Bild |
| ----------------------- | ----------- | -------------------------------------------------------------------------- | ------------------ | ---------------------------- | ---- |
| Am Triftberg 14 (Karte) | Bauernhaus  | Bauernhaus Wohnhaus mit angebautem Torgebäude, Stallspeicher und Altenteil | 094 36108          | Baudenkmal                   | BW   |
| Am Triftberg 14 (Karte) | Einfriedung | Einfriedung                                                                | 094 36108 001      | Teilobjekt eines Baudenkmals | BW   |
| Am Triftberg 14 (Karte) | Garten      | Garten                                                                     | 094 36108 002      | Teilobjekt eines Baudenkmals | BW   |

### Grabo
| Lage                                                   | Bezeichnung      | Beschreibung                   | Erfassungs- nummer | Ausweisungsart                              | Bild           |
| ------------------------------------------------------ | ---------------- | ------------------------------ | ------------------ | ------------------------------------------- | -------------- |
| Wegekreuzung Straach-Grabo / Nudersdorf-Berkau (Karte) | Distanzstein     | Distanzstein                   | 094 35387          | Kleindenkmal                                | Distanzstein   |
| Dorfstraße (Karte)                                     | Dorfkirche Grabo | Kirche gemauerter Bau von 1910 | 094 35386          | Baudenkmal                                  | Weitere Bilder |
| am Dorfteich (Karte)                                   | Grabplatte       | Grabplatte                     | 094 35386 001      | Teilobjekt eines Baudenkmals - Kleindenkmal | BW             |

### Griebo
| Lage                          | Bezeichnung           | Beschreibung | Erfassungs- nummer | Ausweisungsart | Bild           |
| ----------------------------- | --------------------- | --- | ------------------ | -------------- | -------------- |
| Grieboer Dorfstraße (Karte)   | Sankt-Johannes-Kirche | | 094 41334          | Baudenkmal     | Weitere Bilder |
| Grieboer Dorfstraße 4 (Karte) | Wohnhaus              | Das Haus existiert womöglich nicht mehr, stattdessen befinden sich dort vier Einfamilienhäuser neuerer Zeit. | 094 41336          | Baudenkmal     | BW             |
| Grieboer Dorfstraße 5 (Karte) | Untermühle            | | 094 41335          | Baudenkmal     | Weitere Bilder |
| Grieboer Waldweg 5d (Karte)   | Wäschemangel          | Technisches Denkmal seit 2010: „Alte Wäscherolle Griebo“. 1934 installierte Kaltmangel für die Bewohnerinnen der Werkssiedlung Griebo zur gemeinschaftlichen Nutzung, den Beschäftigten überlassen von den Stickstoffwerken Piesteritz. Wird heute von einer Interessengemeinschaft gepflegt. | 094 41347          | Baudenkmal     | BW             |

### Jahmo
| Lage                 | Bezeichnung | Beschreibung                                                                         | Erfassungs- nummer | Ausweisungsart | Bild           |
| -------------------- | ----------- | ------------------------------------------------------------------------------------ | ------------------ | -------------- | -------------- |
| Dorfstraße (Karte)   | Kirche      | romanische Feldsteinkirche aus dem 13. Jahrhundert, Ostabschluss in Fachwerkbauweise | 094 35393          | Baudenkmal     | Weitere Bilder |
| Dorfstraße 1 (Karte) | Gutshaus    | Fachwerkbau aus dem 18. Jahrhundert                                                  | 094 35392          | Baudenkmal     | BW             |

### Kerzendorf
| Lage                      | Bezeichnung | Beschreibung                                | Erfassungs- nummer | Ausweisungsart | Bild           |
| ------------------------- | ----------- | ------------------------------------------- | ------------------ | -------------- | -------------- |
| Dorfstraße 27a (Karte)    | Bauernhaus  | Fachwerkbau aus dem 18. Jahrhundert         | 094 35370          | Baudenkmal     | Bauernhaus     |
| Dorfstraße, L 123 (Karte) | Kirche      | romanische Feldsteinkirche, 13. Jahrhundert | 094 35369          | Baudenkmal     | Weitere Bilder |

### Kleinwittenberg
| Lage                                                          | Bezeichnung                     | Beschreibung                                                                                | Erfassungs- nummer | Ausweisungsart | Bild                            |
| ------------------------------------------------------------- | ------------------------------- | ------------------------------------------------------------------------------------------- | ------------------ | -------------- | ------------------------------- |
| zwischen Dessauer Straße, Lindenstraße und Flutgraben (Karte) | Industriegebiet Kleinwittenberg | Das Bild zeigt eines der vielen sanierten alten Lager- und Verwaltungsbauten                | 094 36026          | Denkmalbereich | Industriegebiet Kleinwittenberg |
| Hafen (Karte)                                                 | Hafenbahn                       | Ehemalige Eisenbahnanlage im Industriegebiet, heute als Weg Am Hafen Teil des Elberadweges. | 094 36028          | Baudenkmal     | BW                              |
| Hafen (Karte)                                                 | Hafen                           | 1876–1878 als Winterhafen errichtet, 1883 zum Handels- und Umschlaghafen ausgebaut          | 094 36027          | Baudenkmal     | BW                              |
| Am Hafen 1 (Karte)                                            | Gaststätte Zum Elbhafen         | Gaststättengebäude mit historischer Klinkerfassade, 1898                                    | 094 36033          | Baudenkmal     | BW                              |
| Am Hafen 2 (Karte)                                            | Mühle                           | Industriebau mit historischer Klinkerfassade                                                | 094 36011          | Baudenkmal     | BW                              |
| An der Christuskirche 4 (Karte)                               | Wohnhaus                        | Architektur aus den 1920er Jahren                                                           | 094 36167          | Baudenkmal     | BW                              |
| An der Christuskirche, Friedhof (Karte)                       | Grabmal                         | Gedenkstein für im Ersten Weltkrieg verstorbene Kriegsgefangene                             | 094 35377          | Baudenkmal     | BW                              |
| An der Christuskirche (Karte)                                 | Christuskirche                  | ortsbildprägender Kirchenbau, 1907/08                                                       | 094 35864          | Baudenkmal     | Weitere Bilder                  |
| An der Christuskirche, Friedhof (Karte)                       | Grabmal                         | neoklassizistische Kolonnade                                                                | 094 35769          | Kleindenkmal   | Grabmal                         |
| Lugstraße 10 (Karte)                                          | Schule                          | historisierender Backsteinbau, 1890                                                         | 094 36170          | Baudenkmal     | BW                              |
| Robert-Koch-Straße 67, 68 (Karte)                             | Wohnhaus                        | ursprünglich erhaltenes Gebäude der ehemaligen westlichen Vorstadt, 1820                    | 094 36171          | Baudenkmal     | Wohnhaus                        |

### Köpnick
| Lage               | Bezeichnung | Beschreibung                            | Erfassungs- nummer | Ausweisungsart | Bild           |
| ------------------ | ----------- | --------------------------------------- | ------------------ | -------------- | -------------- |
| Dorfstraße (Karte) | Kirche      | kapellenartige Backsteinkirche, um 1900 | 094 35358          | Baudenkmal     | Weitere Bilder |

### Kropstädt
| Lage                                                   | Bezeichnung         | Beschreibung                                                                                 | Erfassungs- nummer | Ausweisungsart               | Bild               |
| ------------------------------------------------------ | ------------------- | -------------------------------------------------------------------------------------------- | ------------------ | ---------------------------- | ------------------ |
| Kropstädter Mühlberg 11 (Karte)                        | Chausseehaus        | preußisches Chausseehaus, 1834                                                               | 094 35327          | Baudenkmal                   | BW                 |
| B 2, Abschnitt 009, km 1,4, Abzweig nach Jahmo (Karte) | Nivellementspunkt   | Vermessungspunkt, 19. Jahrhundert                                                            | 094 97947          | Kleindenkmal                 | BW                 |
| Am Schlosspark 42 (Karte)                              | Pfarrhaus           | Spätbarockbau, um 1820/30, ältestes Wohnhaus in Kropstädt                                    | 094 35360          | Baudenkmal                   | Pfarrhaus          |
| Ließnitzer Straße (Hauptstraße) (Karte)                | Kirche              | romanischer Feldsteinbau, 13. Jahrhundert, zwischen 1830 und 1850 klassizistisch überformt   | 094 35359          | Baudenkmal                   | Weitere Bilder     |
| Kropstädter Lindenstraße, hinter Nummer 24 (Karte)     | Grab                | Massengrab „59 Opfer des Zweiten Weltkrieges“, am 13. November 2015 als Denkmal ausgewiesen. | 094 36688          | Baudenkmal                   | BW                 |
| Weddiner Weg (Karte)                                   | Rittergut Kropstädt | Rittergut, bereits im 12. Jahrhundert als Burgward gegründet                                 | 094 35361          | Baudenkmal                   | Weitere Bilder     |
| Weddiner Weg (Karte)                                   | Schloss Kropstädt   | Schloss des Rittergutes Kropstädt                                                            | 094 35361 001      | Teilobjekt eines Baudenkmals | Schloss Kropstädt  |
| Weddiner Weg 8 (Karte)                                 | Park                | Park des Rittergutes Kropstädt                                                               | 094 35361 002      | Teilobjekt eines Baudenkmals | Park               |
| Weddiner Weg (Karte)                                   | Wirtschaftsgebäude  | Wirtschaftsgebäude an der Einfahrt des Rittergutes Kropstädt                                 | 094 35361 003      | Teilobjekt eines Baudenkmals | Wirtschaftsgebäude |

### Labetz
| Lage                                     | Bezeichnung                 | Beschreibung | Erfassungs- nummer | Ausweisungsart               | Bild           |
| ---------------------------------------- | --------------------------- | --- | ------------------ | ---------------------------- | -------------- |
| Hüfnerstraße (Karte)                     | Bahnbetriebswerk Wittenberg | historisches Bahnbetriebswerk, 1938–1942 | 094 36042          | Baudenkmal                   | Weitere Bilder |
| Hüfnerstraße, Bahnbetriebswerk (Karte)   | Regierungszug               | Ehemaliger Regierungszug der DDR-Regierung | 094 36678          | bewegliches Kulturdenkmal    | Regierungszug  |
| Hüfnerstraße (Karte)                     | Eisenbahn                   | Diesellokomotive V100/003 | 094 36044          | Baudenkmal                   | Weitere Bilder |
| Labetzer Anger 5 (Karte)                 | Taubenhaus                  | Taubenhaus Ursprünglich Teilobjekt des ehemaligen Baudenkmals Bauernhof Labetzer Anger 5. Anders als der Bauernhof wird das Taubenhaus weiter als Denkmal geführt. | 094 35490 002      | Teilobjekt eines Baudenkmals | BW             |
| Mutzschken (Karte)                       | Zwangsarbeiterlager         | Heidegelände mit Fundamentresten eines ehemaligen Barackenlagers des KZ Außenkommandos der Arado Flugzeugwerke                                                     | 094 35400          | Denkmalbereich               | BW             |
| Zahnaer Straße, gegenüber Nr. 27 (Karte) | Gedenkstein                 | Denkmal für verstorbene KZ-Häftlinge, die in Fabriken in der Umgebung Zwangsarbeit leisten mussten.                                                                | 094 35766          | Kleindenkmal                 | BW             |

### Mochau
| Lage                         | Bezeichnung | Beschreibung | Erfassungs- nummer | Ausweisungsart | Bild           |
| ---------------------------- | ----------- | ------------ | ------------------ | -------------- | -------------- |
| Platz des Friedens (Karte)   | Kirche      | Kirche       | 094 35375          | Baudenkmal     | Weitere Bilder |
| Platz des Friedens 5 (Karte) | Scheune     | Scheune      | 094 35378          | Baudenkmal     | Scheune        |
| Schulstraße 8 (Karte)        | Schule      | Schule       | 094 35376          | Baudenkmal     | Schule         |

### Nudersdorf
| Lage                                       | Bezeichnung        | Beschreibung | Erfassungs- nummer | Ausweisungsart               | Bild      |
| ------------------------------------------ | ------------------ | --- | ------------------ | ---------------------------- | --------- |
| Friedhof (Karte)                           | Mausoleum          | Mausoleum Leyser auf dem Friedhof. Schlichtes Grabhäuschen mit drei Barockskulpturen als figürliche Grabdenkmale. Sie erinnern an die ehemaligen Besitzer des Rittergutes, Augustin von Leyser (1683–1752), dessen Ehefrau Dorothea Eleonora (1694–1758) und den gemeinsamen Sohn Wilhelm (1720–1750). | 094 35366          | Baudenkmal                   | BW        |
| Birkenbusch (Karte)                        | Park               | Park | 094 35368          | Baudenkmal                   | BW        |
| Braunsdorfer Straße 8, Birkenbusch (Karte) | Wohnhaus           | Wohnhaus | 094 35368 001      | Teilobjekt eines Baudenkmals | BW        |
| Braunsdorfer Straße 8, Birkenbusch (Karte) | Mausoleum          | Mausoleum im Park | 094 35368 003      | Teilobjekt eines Baudenkmals | BW        |
| Braunsdorfer Straße 8, Birkenbusch (Karte) | Skulptur           | Skulptur am Mausoleum | 094 35368 003 001  | Teilobjekt eines Baudenkmals | BW        |
| Dobiener Straße 1 (Karte)                  | Rittergut          | Rittergut | 094 35365          | Baudenkmal                   | Rittergut |
| Dobiener Straße 1 (Karte)                  | Park               | Park des Rittergutes | 094 35365 001      | Teilobjekt eines Baudenkmals | BW        |
| Dobiener Straße 1 (Karte)                  | Wirtschaftsgebäude | Wirtschaftsgebäude des Rittergutes | 094 35365 002      | Teilobjekt eines Baudenkmals | BW        |
| Dobiener Straße 2 (Karte)                  | Töpferei           | Töpferei | 094 35367          | Baudenkmal                   | BW        |

### Piesteritz
| Lage | Bezeichnung               | Beschreibung | Erfassungs- nummer | Ausweisungsart | Bild           |
| --- | ------------------------- | --- | ------------------ | -------------- | -------------- |
| Am Dreieck 1–12, Am Tore 1–22, An der Stiege 1–12, Dessauer Straße 148–193, Gartenweg 1–46, Karl-Liebknecht-Platz 1–32, Krummer Weg 1–93, Langer Hagen 1–8, Lange Zeile 1–42, Schillerplatz 1–34, Stiller Winkel 1–14 (Karte) | Siedlung                  | Gartenstadtsiedlung im Baustil aus dem Anfang des 20. Jahrhunderts | 094 35768          | Denkmalbereich | Weitere Bilder |
| Am Elbtor 1–4, Am Elbufer 1–17, Dessauer Straße 101–106, 110, 115–120, Friedrich-Wolf-Straße 1, 2, 3, 4, 7, 8, 9, 10 (Karte)                                                                                                  | Siedlung                  | Erweiterung der Gartenstadtsiedlung | 094 36214          | Denkmalbereich | BW             |
| An der Stiege 6a (Karte) | Lucas-Cranach-Gymnasium   | Ehemaliges Rathaus Piesteritz, schlossartiger Bau von 1925. Als Verwaltungsgebäude errichtet und 1926 als Rathaus eröffnet. Nach Eingemeindung von Piesteritz nach Wittenberg im Jahr 1950 wurde das Rathaus in eine Schule umgewandelt und Anfang der 1950er Jahre erweitert. | 094 36215          | Baudenkmal     | BW             |
| Draußgartenstraße, Friedhof (Karte) | Feierhalle                | Feierhalle auf dem Friedhof Piesteritz, expressionistischer Backsteinbau aus der Zeit um 1925 | 094 36218          | Baudenkmal     | Feierhalle     |
| Draußgartenstraße, Friedhof (Karte) | Kriegerdenkmal Piesteritz | Denkmal an die Gefallenen des Ersten Weltkriegs | 094 36169          | Kleindenkmal   | BW             |
| Krummer Weg (Karte) | Wohnheim                  | Frauenfiguren als Schmuck, ehemaliges Wohnheim für ledige Frauen, 1919 | 094 36217          | Baudenkmal     | BW             |
| Lange Zeile, bei Nr. 20a (Karte) | Kirche                    | Kath. Kirche Der Heiligen Familie, Saalbau mit sechseckigem Turm, 1922/1923 | 094 36216          | Baudenkmal     | Weitere Bilder |
| Coswiger Landstraße 2a (Karte) | Institutsgebäude          | ehemaliges Forschungsinstitut Gummi und Asbest | 094 36003          | Baudenkmal     | BW             |

### Pratau
| Lage                                                                                     | Bezeichnung            | Beschreibung                                                          | Erfassungs- nummer | Ausweisungsart               | Bild                  |
| ---------------------------------------------------------------------------------------- | ---------------------- | --------------------------------------------------------------------- | ------------------ | ---------------------------- | --------------------- |
| Elbe                                                                                     | Elbdeich               |                                                                       | 094 36040          | Baudenkmal                   |                       |
| B2 (Karte)                                                                               | Festung (Brückenkopf)  | Festung 1857–1859 als Teil der Befestigung Wittenbergs entstanden     | 094 35513          | Baudenkmal                   | Festung (Brückenkopf) |
| Brückenkopf 1                                                                            | Kaserne                | Kaserne                                                               | 094 35513 001      | Teilobjekt eines Baudenkmals |                       |
| Brückenkopf 1 (Karte)                                                                    | Kommandantur           | Kommandantur                                                          | 094 35513 002      | Teilobjekt eines Baudenkmals | BW                    |
| Brückenkopf 1 (Karte)                                                                    | Transformatorenstation | Transformatorenstation                                                | 094 35513 003      | Teilobjekt eines Baudenkmals | BW                    |
| Brückenkopf 1 (Karte)                                                                    | Kaserne                | Kaserne                                                               | 094 35513 004      | Teilobjekt eines Baudenkmals | BW                    |
| Brückenkopf 1 (Karte)                                                                    | Kasematte              | Kasematte                                                             | 094 35513 005      | Teilobjekt eines Baudenkmals | BW                    |
| Brückenkopf 1                                                                            | Stall                  | Stall                                                                 | 094 35513 006      | Teilobjekt eines Baudenkmals |                       |
| Brückenkopf 1                                                                            | Werkstattgebäude       | Werkstattgebäude                                                      | 094 35513 007      | Teilobjekt eines Baudenkmals |                       |
| Brückenkopf 1, B2                                                                        | Bunker                 | Bunker                                                                | 094 35513 008      | Teilobjekt eines Baudenkmals |                       |
| Brückenkopf 1 (Karte)                                                                    | Einfriedung            | Einfriedung                                                           | 094 35513 009      | Teilobjekt eines Baudenkmals | BW                    |
| (Karte)                                                                                  | Landwehr               | Alte Landwehr westlich von Kienberge, hochmittelalterliche Wehranlage | 094 36226          | Baudenkmal                   | BW                    |
| Elbufer bei Wasserstraßenkilometer 214,1; vor der ehemaligen Brückenkopf-Kaserne (Karte) | Pegelhaus              | Pegelhaus (Hauptpegel Wittenberg)                                     | 094 35708          | Baudenkmal                   | Pegelhaus             |
| Bahnhofstraße 5 (Karte)                                                                  | Wohnhaus               | Backsteinbau, 1909                                                    | 094 36049          | Baudenkmal                   | Wohnhaus              |
| Dabruner Straße, Abzweig nach Wachsdorf (Karte)                                          | Deichwächterhaus       | Backsteinbau, um 1850. Das Gebäude existiert anscheinend nicht mehr.  | 094 36051          | Baudenkmal                   | BW                    |
| Dabruner Straße 11 (Karte)                                                               | Mühle                  | Backsteinbau um 1900 als Ersatz für eine Windmühle                    | 094 36052          | Baudenkmal                   | Mühle                 |
| Pratauer Lindenstraße 16 (Karte)                                                         | Taubenhaus             | Backsteinbau, um 1910                                                 | 094 36053          | Baudenkmal                   | BW                    |
| Pratauer Lindenstraße 16 (Karte)                                                         | Blitzableiter          | Blitzableiter am Taubenhaus                                           | 094 36053 001      | Teilobjekt eines Baudenkmals | BW                    |
| Marktplatz 2 (Karte)                                                                     | Bauernhaus             | Fachwerkbauten, um 1800                                               | 094 36054          | Baudenkmal                   | Bauernhaus            |
| Pratauer Schulstraße 2 (Karte)                                                           | Pfarrhaus              | massiv verkleideter Fachwerkbau, um 1830                              | 094 36294          | Baudenkmal                   | BW                    |
| Schwarzer Weg 1 (Karte)                                                                  | Taubenhaus             | Backsteinbau aus den 1930er Jahren                                    | 094 36058          | Baudenkmal                   | BW                    |
| Katharina-von-Bora-Straße (alt: Thomas-Müntzer-Straße) 24 (Karte)                        | Bauernhaus             | Lehm-Fachwerk, Mitte des 19. Jahrhunderts                             | 094 36055          | Baudenkmal                   | BW                    |
| Windmühlenstraße 2 (Karte)                                                               | Bauernhaus             | Backsteinbau mit historisierenden Formen, um 1900                     | 094 36056          | Baudenkmal                   | BW                    |
| Alte Wittenberger Straße (Karte)                                                         | Kirche                 | verputzter Feldsteinbau, Anfang des 14. Jahrhunderts                  | 094 36046          | Baudenkmal                   | Weitere Bilder        |
| Alte Wittenberger Straße 2 (Karte)                                                       | Gasthof                | Gasthaus Zum Freischütz,                                              | 094 36057          | Baudenkmal                   | BW                    |
| Alte Wittenberger Straße 2 (Karte)                                                       | Saalbau                | Saalbau                                                               | 094 36057 001      | Teilobjekt eines Baudenkmals | BW                    |
| am westlichen Rand der Ortslage Kienberge (Karte)                                        | Deichwächterhaus       |                                                                       | 094 36047          | Baudenkmal                   | Deichwächterhaus      |

### Reinsdorf
| Lage                          | Bezeichnung              | Beschreibung                                                                                       | Erfassungs- nummer | Ausweisungsart               | Bild                     |
| ----------------------------- | ------------------------ | -------------------------------------------------------------------------------------------------- | ------------------ | ---------------------------- | ------------------------ |
| Am Wasserturm 4 (Karte)       | Wohnhaus                 | Wohnhaus und Wirtschaftsgebäude in Formen des Historismus, 1890                                    | 094 36172          | Baudenkmal                   | BW                       |
| Am Wasserturm 4 (Karte)       | Wirtschaftsgebäude       | Wirtschaftsgebäude                                                                                 | 094 36172 001      | Teilobjekt eines Baudenkmals | BW                       |
| Am Wasserturm 4 (Karte)       | Einfriedung              | Einfriedung                                                                                        | 094 36172 002      | Teilobjekt eines Baudenkmals | BW                       |
| Am Wasserturm 11 (Karte)      | Wasserturm               | Turmbau mit ortsbildprägender Wirkung, 1935                                                        | 094 36174          | Baudenkmal                   | BW                       |
| An der Hohen Mühle 3 (Karte)  | Gaststätte               | Gaststätte Gesundbrunnen, 1930 als Kulturhaus errichtet                                            | 094 36177          | Baudenkmal                   | BW                       |
| An der Hohen Mühle 3 (Karte)  | Saalbau                  | Saalbau der Gaststätte Gesundbrunnen                                                               | 094 36177 001      | Teilobjekt eines Baudenkmals | BW                       |
| An der Hohen Mühle 3 (Karte)  | Garten                   | Garten der Gaststätte Gesundbrunnen                                                                | 094 36177 002      | Teilobjekt eines Baudenkmals | BW                       |
| Denkmalplatz (Karte)          | Kriegerdenkmal Reinsdorf | Kriegerdenkmal in Form einer Sandsteinstele zur Erinnerung an die Gefallenen des Ersten Weltkriegs | 094 36173          | Baudenkmal                   | Kriegerdenkmal Reinsdorf |
| Schulplatz 9 (Karte)          | Feuerwache               | Backsteinbau, 1935                                                                                 | 094 36175          | Baudenkmal                   | BW                       |
| Sebastian-Bach-Straße (Karte) | Kirche                   | Feldsteinkirche, um 1300                                                                           | 094 36176          | Baudenkmal                   | Weitere Bilder           |

### Schmilkendorf
| Lage                                                                                             | Bezeichnung                  | Beschreibung                                                                                          | Erfassungs- nummer | Ausweisungsart                              | Bild           |
| ------------------------------------------------------------------------------------------------ | ---------------------------- | --- | ------------------ | ------------------------------------------- | -------------- |
| außerhalb der Ortslage, am Radwanderweg zw. Grüntalmühle und Straße Schmilkendorf-Mochau (Karte) | Distanzstein                 | Distanzstein                                                                                          | 094 35404          | Kleindenkmal                                | BW             |
| Lindenallee 20 (Karte)                                                                           | Schule                       | Schule, alt Dorfstraße                                                                                | 094 35737          | Baudenkmal                                  | BW             |
| Lindenallee 22 (Karte)                                                                           | Bauernhof                    | Bauernhof                                                                                             | 094 35374          | Baudenkmal                                  | BW             |
| Lindenallee 22 (Karte)                                                                           | Bauernhaus                   | Bauernhaus                                                                                            | 094 35374 001      | Teilobjekt eines Baudenkmals                | BW             |
| Lindenallee 22 (Karte)                                                                           | Altenteil                    | Altenteil                                                                                             | 094 35374 002      | Teilobjekt eines Baudenkmals                | BW             |
| Lindenallee 22 (Karte)                                                                           | Scheune                      | Scheune                                                                                               | 094 35374 003      | Teilobjekt eines Baudenkmals                | BW             |
| Lindenallee 22 (Karte)                                                                           | Einfriedung                  | Einfriedung                                                                                           | 094 35374 004      | Teilobjekt eines Baudenkmals                | BW             |
| Lindenallee 20 (Karte)                                                                           | Kirche                       | Kirche Feldsteinbau aus dem 13. Jahrhundert, ursprünglich in der Funktion einer Wehrkirche            | 094 35372          | Baudenkmal                                  | Weitere Bilder |
| westlich unterhalb der Kirche (Karte)                                                            | Kriegerdenkmal Schmilkendorf | Ehrenmal für die Gefallenen der beiden Weltkriege, am 29. Oktober 1921 als Kriegerdenkmal eingeweiht. | 094 35372 001      | Teilobjekt eines Baudenkmals - Kleindenkmal | Weitere Bilder |

### Seegrehna
| Lage | Bezeichnung        | Beschreibung | Erfassungs- nummer | Ausweisungsart               | Bild           |
| --- | ------------------ | --- | ------------------ | ---------------------------- | -------------- |
| Elbe (Karte) | Elbdeich           | Deich nördlich des Ortes                                                                                        | 094 36041          | Baudenkmal                   | BW             |
| Heinrichswalde (Karte) | Forsthof           | Forsthof Dreiseithof, Backsteinbau, historisches Forstgehöft, zweite Hälfte des 19. Jahrhunderts                | 094 36254          | Baudenkmal                   | BW             |
| Am Anger 1 (Karte) | Keller             | Keller des Brauhauses von Schloss Bleesern 2022 als Baudenkmal ausgewiesen.                                     | 094 18844          | Baudenkmal                   | BW             |
| Am Anger 2 (Karte) | Gaststätte         | Gaststätte „Zum Deutschen Kaiser“, Backsteinbau aus der Mitte des 19. Jahrhunderts                              | 094 36067          | Baudenkmal                   | Gaststätte     |
| Am Anger 4, 5, 6, 7, 11, Stiller Winkel 2, 3, 4 (Karte) | Hofgestüt Bleesern | Hofgestüt Bleesern, ehemaliger Burgward, 12. Jahrhundert, ab dem 14. Jahrhundert kurfürstliches Vorwerk         | 094 36066          | Baudenkmal                   | Weitere Bilder |
| Seegrehnaer Lindenstraße (Karte) | Kirche             | Saalkirche aus der ersten Hälfte des 13. Jahrhunderts, im Dreißigjährigen Krieg zerstört, 1650 wieder aufgebaut | 094 36063          | Baudenkmal                   | Weitere Bilder |
| Seegrehnaer Lindenstraße 1, 2, 3, 4, 5, 6, 7, 8, 9, 10, 11, 12, 13, 14, 15, 16, 17, 19, 21, 22, 23, 24, 24a, 25, 25a, 26, 27, 28, 28a, 29, 30, 31, 32, 33, 34, 35, 36, 37, 38, 41 (Karte) | Ortskern           | Ortskern | 094 36061          | Denkmalbereich               | Ortskern       |
| Seegrehnaer Lindenstraße 9 (Karte) | Toranlage          | barocke Toranlage, um 1750                                                                                      | 094 36062          | Baudenkmal                   | Toranlage      |
| Seegrehnaer Lindenstraße 15 (Karte) | Pfarrhaus          | Pfarrhaus, Fachwerkbau, um 1800                                                                                 | 094 36064          | Baudenkmal                   | Pfarrhaus      |
| Seegrehnaer Thomas-Müntzer-Straße (Karte) | Alter Friedhof     | Friedhof 2021 als Denkmal ausgewiesen. neben dem aktiven Friedhof Bleesern                                      | 094 36706          | Baudenkmal                   | Weitere Bilder |
| Wittenberger Straße 4 (Karte) | Rittergut          | Rittergut, Ortskern bestimmende Hofanlage                                                                       | 094 36065          | Baudenkmal                   | Rittergut      |
| Wittenberger Straße 96 (Karte) | Bauernhof          | Bauernhof, Backsteinbau aus der Mitte des 19. Jahrhunderts                                                      | 094 36069          | Baudenkmal                   | Bauernhof      |
| Wittenberger Straße 96 (Karte) | Taubenhaus         | Taubenhaus | 094 36069 001      | Teilobjekt eines Baudenkmals | BW             |

### Straach
| Lage                       | Bezeichnung    | Beschreibung                                                              | Erfassungs- nummer | Ausweisungsart               | Bild           |
| -------------------------- | -------------- | ------------------------------------------------------------------------- | ------------------ | ---------------------------- | -------------- |
| Straße nach Berkau (Karte) | Distanzstein   | Wegweiserstein am Abzweig des Weges nach Grabo von der Straße nach Berkau | 094 35405          | Kleindenkmal                 | Distanzstein   |
| Dorfplatz (Karte)          | Kirche         | Kirche                                                                    | 094 35363          | Baudenkmal                   | Weitere Bilder |
| Dorfplatz (Karte)          | Kriegerdenkmal | Kriegerdenkmal                                                            | 094 35363 001      | Teilobjekt eines Baudenkmals | Kriegerdenkmal |
| Dorfplatz 15 (Karte)       | Taubenhaus     | Taubenhaus                                                                | 094 35364          | Baudenkmal                   | Taubenhaus     |

### Thießen
| Lage           | Bezeichnung | Beschreibung | Erfassungs- nummer | Ausweisungsart | Bild  |
| -------------- | ----------- | ------------ | ------------------ | -------------- | ----- |
| Nr. 20 (Karte) | Mühle       | Mühle        | 094 35403          | Baudenkmal     | Mühle |

### Trajuhn
| Lage              | Bezeichnung | Beschreibung                                    | Erfassungs- nummer | Ausweisungsart | Bild           |
| ----------------- | ----------- | ----------------------------------------------- | ------------------ | -------------- | -------------- |
| Dorfplatz (Karte) | Kirche      | Peterskirche, Backstein – Saalkirche, 1862–1864 | 094 35732          | Baudenkmal     | Weitere Bilder |

### Wachsdorf
| Lage                          | Bezeichnung | Beschreibung                | Erfassungs- nummer | Ausweisungsart | Bild |
| ----------------------------- | ----------- | --------------------------- | ------------------ | -------------- | ---- |
| Koordinaten fehlen! Hilf mit. | Landwehr    | Mittelalterliche Wehranlage | 094 36225          | Baudenkmal     |      |

### Weddin
| Lage           | Bezeichnung | Beschreibung | Erfassungs- nummer | Ausweisungsart | Bild           |
| -------------- | ----------- | ------------ | ------------------ | -------------- | -------------- |
| Weddin (Karte) | Kirche      | Kirche       | 094 35388          | Baudenkmal     | Weitere Bilder |

### Wiesigk
| Lage                        | Bezeichnung            | Beschreibung                                       | Erfassungs- nummer | Ausweisungsart               | Bild |
| --------------------------- | ---------------------- | -------------------------------------------------- | ------------------ | ---------------------------- | ---- |
| Dorfstraße 7 (Karte)        | Bauernhof              | Bauernhof Wohnhaus mit angebautem Torgebäude, 1910 | 094 35748          | Baudenkmal                   | BW   |
| Dorfstraße 7                | Altenteil              | Altenteil                                          | 094 35748 001      | Teilobjekt eines Baudenkmals |      |
| Dorfstraße 7                | Toranlage              | Toranlage                                          | 094 35748 002      | Teilobjekt eines Baudenkmals |      |
| Dresdner Straße 100 (Karte) | Gasthof Luthersbrunnen | Gasthof                                            | 094 35733          | Baudenkmal                   | BW   |
| Dresdner Straße 100         | Brunnenhaus            | Brunnenhaus                                        | 094 35733 001      | Teilobjekt eines Baudenkmals |      |

## Ehemalige Kulturdenkmale nach Ortsteilen
Die nachfolgenden Objekte waren ursprünglich ebenfalls denkmalgeschützt oder wurden in der Literatur als Kulturdenkmale geführt. Die Denkmale bestehen heute jedoch nicht mehr, ihre Unterschutzstellung wurde aufgehoben oder sie werden nicht mehr als Denkmale betrachtet.

### Apollensdorf
| Lage               | Bezeichnung | Beschreibung | Erfassungs- nummer | Ausweisungsart | Bild |
| ------------------ | ----------- | ------------ | ------------------ | -------------- | ---- |
| Alte Dorfstraße 56 | Schmiede    |              | 094 35583          |                |      |

### Braunsdorf
| Lage                   | Bezeichnung            | Beschreibung | Erfassungs- nummer | Ausweisungsart | Bild |
| ---------------------- | ---------------------- | ------------ | ------------------ | -------------- | ---- |
| Schmilkendorfer Straße | Transformatorenstation |              | 094 36250          |                |      |

### Kleinwittenberg
| Lage                           | Bezeichnung | Beschreibung | Erfassungs- nummer | Ausweisungsart | Bild |
| ------------------------------ | ----------- | --- | ------------------ | -------------- | ---- |
| An der Elbe 6, 7               | Gaststätte  | Elbschlößchen | 094 36168          |                |      |
| Robert-Koch-Straße 43a (Karte) | Silo        | 1939 errichteter Kornspeicher, nach einem genehmigten Abbruch wurde das Silo im Jahr 2018 aus dem Denkmalverzeichnis gelöscht. | 094 36029          | Baudenkmal     | Silo |

### Labetz
| Lage              | Bezeichnung | Beschreibung                                                                                       | Erfassungs- nummer | Ausweisungsart               | Bild |
| ----------------- | ----------- | -------------------------------------------------------------------------------------------------- | ------------------ | ---------------------------- | ---- |
| Labetzer Anger 5  | Bauernhof   | Bauernhof Das als Teilobjekt des Denkmals geführte Taubenhaus steht weiterhin unter Denkmalschutz. | 094 35490          | Baudenkmal                   |      |
| Labetzer Anger 5  | Altenteil   | Altenteil zumindest seit 2020 nicht mehr als Denkmal geführt                                       | 094 35490 001      | Teilobjekt eines Baudenkmals |      |
| Labetzer Anger 6  | Bauernhaus  | | 094 35715          |                              |      |
| Mühlenstraße 31   | Wohnhaus    | | 094 35754          |                              |      |
| Zahnaer Straße 22 | Wohnhaus    | | 094 35688          |                              |      |

### Lutherstadt Wittenberg
| Lage                              | Bezeichnung         | Beschreibung | Erfassungs- nummer | Ausweisungsart               | Bild       |
| --------------------------------- | ------------------- | --- | ------------------ | ---------------------------- | ---------- |
| Bahnhof, Eisenbahnkilometer 94,45 | Stellwerk           | Befehlsstellwerk Wb | 094 35616          |                              |            |
| Altes Brückhaus 1                 | Zollhaus            | | 094 35522          |                              |            |
| Angerschanze (Karte)              | Festung             | Hartungschanze (Angerschanze II) | 094 35649          |                              | BW         |
| Bürgermeisterstraße 11            | Wohnhaus            | | 094 35485          |                              |            |
| Berliner Straße 5 (Karte)         | Villa               | Villa in klassizistischem Stil, 1879, durch eine große Zahl ungenehmigter Veränderungen ging die Denkmaleigenschaft verloren. Die Austragung aus dem Denkmalverzeichnis erfolgte 2016. | 094 35506          | Baudenkmal                   | BW         |
| Bürgermeisterstraße 14            | Wohnhaus            | | 094 35869          |                              |            |
| Collegienstraße 87 (Karte)        | Bürgerhaus          | | 094 35901          |                              | Bürgerhaus |
| Coswiger Straße 14                | Wohnhaus            | | 094 35908          |                              |            |
| Dresdener Straße 16               | Fabrik              | Mühlenbau | 094 35728          |                              |            |
| Elbstraße 5                       | Kasematte           | Elbdamm-Caponiere | 094 97929          |                              |            |
| Fleischerstraße 18                | Wohnhaus            | | 094 35486          |                              |            |
| Große Bruchstraße 28              | Mühlenhof           | Bruchmühle | 094 35693          |                              |            |
| Juristenstraße 5                  | Wohnhaus            | | 094 35932          |                              |            |
| Jüdenstraße 1                     | Wohnhaus            | | 094 35920          |                              |            |
| Jüdenstraße 2                     | Wohnhaus            | | 094 35921          |                              |            |
| Lutherstraße 20                   | Wohnhaus            | | 094 35665          |                              |            |
| Marstallstraße 3                  | Wohnhaus            | | 094 35488          |                              |            |
| Marstallstraße 4                  | Wohnhaus            | (Baulücke im August 2018) | 094 35487          |                              |            |
| Marstallstraße 13                 | Marstall            | (Baulücke im August 2018) | 094 35967          |                              |            |
| Mauerstraße 8                     | Wohnhaus            | | 094 35970          |                              |            |
| Mittelfeld                        | Arado Flugzeugwerke | Fabrik wird zumindest seit 2020 nicht mehr als Baudenkmal betrachtet. Eine Baracke als Teilobjekt ist allerdings weiterhin denkmalgeschützt.                                           | 094 35731          | Baudenkmal                   |            |
| Mittelfeld                        | Bunker              | Bunker wird zumindest seit 2020 nicht mehr als Baudenkmal betrachtet. | 094 35731 001      | Teilobjekt eines Baudenkmals |            |
| Mittelstraße 37                   | Wohnhaus            | Wohnhaus | 094 35980          |                              |            |
| Puschkinstraße 11                 | Gartenhaus          | Gartenhaus zumindest seit 2020 nicht mehr als Denkmal geführt | 094 35514 002      | Teilobjekt eines Baudenkmals |            |
| Puschkinstraße 59                 | Villa Ziemsen       | Villa | 094 35516          |                              |            |

### Piesteritz
| Lage                 | Bezeichnung | Beschreibung        | Erfassungs- nummer | Ausweisungsart | Bild |
| -------------------- | ----------- | ------------------- | ------------------ | -------------- | ---- |
| Möllensdorfer Straße | Badeanstalt | Volksbad Piesteritz | 094 36219          |                |      |

### Pratau
| Lage                            | Bezeichnung            | Beschreibung | Erfassungs- nummer | Ausweisungsart | Bild |
| ------------------------------- | ---------------------- | ------------ | ------------------ | -------------- | ---- |
| Brückenkopf, Bahnkilometer 96.8 | Transformatorenstation |              | 094 36059          |                |      |
| Bahnhofstraße 48                | Bahnhof                |              | 094 36050          |                |      |
| Wittenberger Straße             | Brücke                 | Elbbrücke    | 094 36060          |                |      |
| Wittenberger Straße 6           | Bauernhaus             |              | 094 35523          |                |      |

### Reinsdorf
| Lage           | Bezeichnung            | Beschreibung | Erfassungs- nummer | Ausweisungsart | Bild |
| -------------- | ---------------------- | ------------ | ------------------ | -------------- | ---- |
| Denkmalplatz 1 | Transformatorenstation |              | 094 36251          |                |      |

### Seegrehna
| Lage                                         | Bezeichnung            | Beschreibung | Erfassungs- nummer | Ausweisungsart | Bild |
| -------------------------------------------- | ---------------------- | --- | ------------------ | -------------- | ---- |
| Wittenberger Straße 95 (Karte)               | Wohnhaus               | Fachwerkbau, verputzt, um 1765, im Jahr 2018 wurde die Denkmaleigenschaft wegen Verfalls, Abbruchs aus bauordnungsrechtlichen Gründen oder ungenehmigter Veränderungen aberkannt. | 094 36068          | Baudenkmal     | BW   |
| Wittenberger Straße zwischen Nr. 104 und 105 | Transformatorenstation | | 094 36070          |                |      |

## Legende
In den Spalten befinden sich folgende Informationen:
- Lage: Nennt den Straßennamen und wenn vorhanden die Hausnummer des Kulturdenkmals. Die Grundsortierung der Liste erfolgt nach dieser Adresse. Der Link „Karte“ führt zu verschiedenen Kartendarstellungen und nennt die geographischen Koordinaten.
Link zu einem Kartenansichtstool, um Koordinaten zu setzen. In der Kartenansicht sind Baudenkmale ohne Koordinaten mit einem roten bzw. orangen Marker dargestellt und können in der Karte gesetzt werden. Baudenkmale ohne Bild sind mit einem blauen bzw. roten Marker gekennzeichnet, Baudenkmale mit Bild mit einem grünen bzw. orangen Marker.
- Offizielle Bezeichnung: Nennt den Namen, die Bezeichnung oder zumindest die Art des Kulturdenkmals und verlinkt, soweit vorhanden, auf den Artikel zum Objekt.
- Beschreibung: Nennt bauliche und geschichtliche Einzelheiten des Kulturdenkmals, vorzugsweise die Denkmaleigenschaften.
- Erfassungsnummer: Für jedes Kulturdenkmal wird in Sachsen-Anhalt eine 20stellige Erfassungsnummer vergeben. Die letzten zwölf Ziffern werden für die Untergliederung nach Teilobjekten genutzt und werden nur angegeben, soweit vergeben. In dieser Spalte kann sich folgendes Icon  befinden, dies führt zu Angaben zu diesem Baudenkmal bei Wikidata.
- Ausweisungsart: Die Einordnung des Denkmales nach § 2 Abs. 2 DenkmSchG LSA
- Bild: Ein Bild des Denkmales, und gegebenenfalls einen Link zu weiteren Fotos des Kulturdenkmals im Medienarchiv Wikimedia Commons. Wenn man auf das Kamerasymbol klickt, können Fotos zu Kulturdenkmalen aus dieser Liste hochgeladen werden: